# Belgische federale verkiezingen 2024
In 2024 vonden in België de federale verkiezingen plaats. De verkiezingen vonden plaats op 9 juni 2024 en vielen samen met de Europese en regionale verkiezingen in België. Op deze dag werden 150 leden van de Kamer van volksvertegenwoordigers verkozen in elf kieskringen: één per provincie en de kieskring Brussel-Hoofdstad. 
De 60 leden van de Senaat werden niet rechtstreeks gekozen, wel door de deelstaatparlementen. Deze verkiezingen leidden de 56ste legislatuur van het Federaal Parlement van België in.

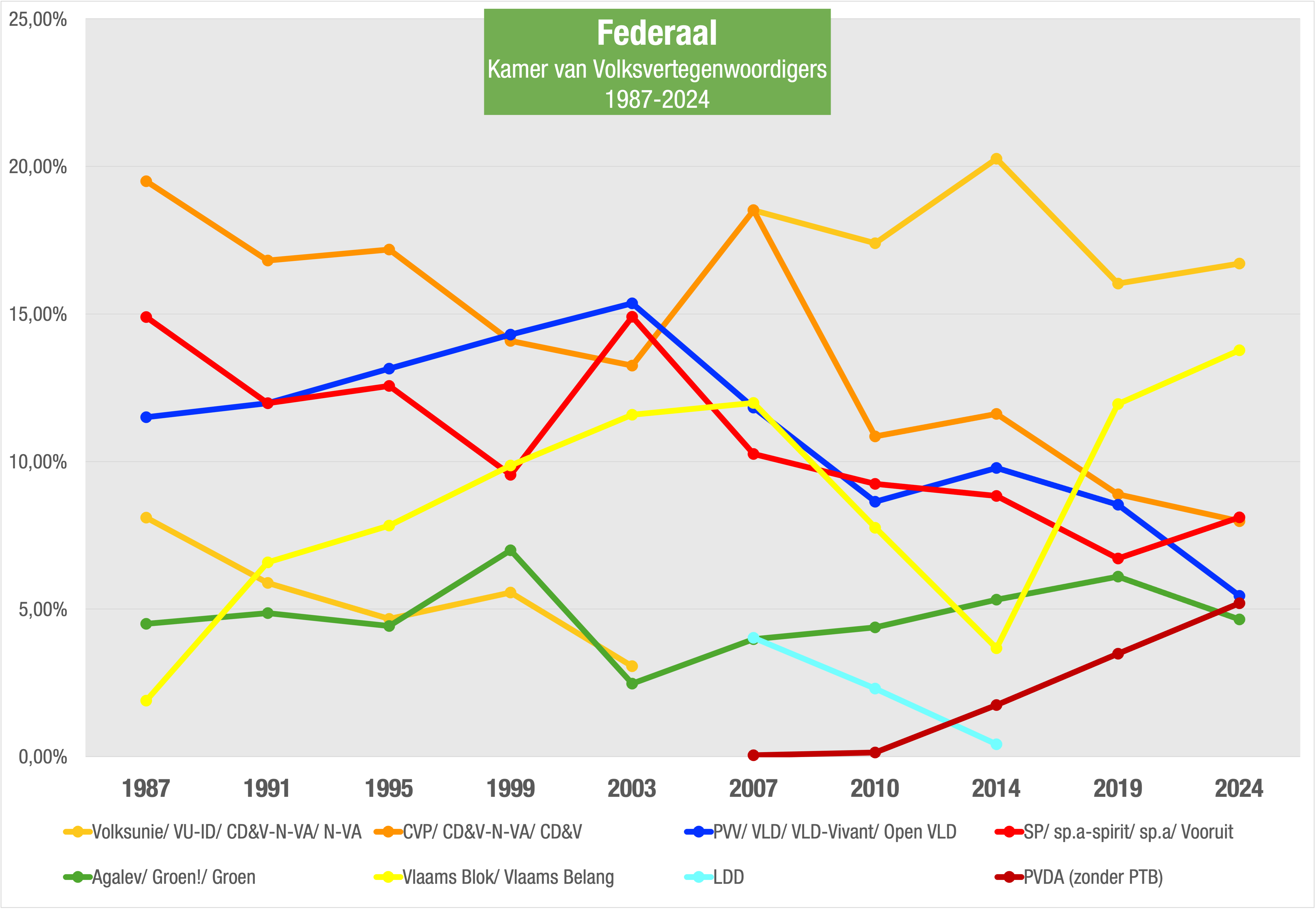
Grafiek van de Vlaamse partijen en hun behaalde resultaten voor de Kamer van volksvertegenwoordigers van 1987 tot en met 2024, uitgedrukt in procenten voor 'Het Rijk'.

## Kieskringen
De verkiezingen voor de Kamer van volksvertegenwoordigers vond plaats in elf kieskringen. Om de tien jaar wordt voor de verdeling van de 150 zetels over de 11 kiesdistricten gekeken naar de bevolkingscijfers. Ten opzichte van de verkiezingen in 2019 winnen Brussel en Namen elk een zetel en verliezen Henegouwen en Luik er elk een. Dit komt neer op de volgende aantallen:
- Antwerpen: 24 volksvertegenwoordigers
- Brussel-Hoofdstad: 16 volksvertegenwoordigers (+1)
- Henegouwen: 17 volksvertegenwoordigers (-1)
- Limburg: 12 volksvertegenwoordigers
- Luik: 14 volksvertegenwoordigers (-1)
- Luxemburg: 4 volksvertegenwoordigers
- Namen: 7 volksvertegenwoordigers (+1)
- Oost-Vlaanderen: 20 volksvertegenwoordigers
- Vlaams-Brabant: 15 volksvertegenwoordigers
- Waals-Brabant: 5 volksvertegenwoordigers
- West-Vlaanderen: 16 volksvertegenwoordigers

## Lijstnummers
Op 5 april 2024 werden de lijstnummers bij loting bepaald. Het lijstnummer bepaalt in welke volgorde de partijen op het stembiljet of de stemcomputer staan. 16 partijen met uittredende parlementsleden kregen zo een nummer toegewezen:
1. Vlaams Belang
2. MR
3. Open Vld
4. PS
5. Volt
6. Les Engagés
7. Agora
8. PVDA/PTB
9. Vooruit
10. N-VA
11. Vivant
12. ProDG
13. DéFI
14. Ecolo
15. Groen
16. CD&V

Voor andere, nog niet parlementair vertegenwoordigde partijen, werd het lijstnummer later in april 2024 geloot:
1. Voor U[5]

Deze partijen kregen een lijstnummer per provinciale kieskring waar ze opkomen:
Antwerpen:
1. DierAnimal
2. Partij BLANCO
3. Belg.Unie-BUB

Brussel-Hoofdstad:
1. Team Fouad Ahidar
2. Collectif Citoyen
3. Parti.j BLANCO
4. Belg.Unie-BUB
5. l'Unie
6. Lutte Ouvrière

Henegouwen:
1. Belg.Unie-BUB
2. Collectif Citoyen
3. Lutte Ouvrière
4. Chez Nous
5. BLANCO

Limburg:
1. Partij BLANCO
2. Belg.Unie-BUB

Luik:
1. Collectif Citoyen
2. Belg.Unie-BUB
3. BLANCO
4. Chez Nous
5. RMC

Luxemburg:
1. BLANCO
2. Collectif Citoyen
3. Chez Nous

Namen:
1. BLANCO
2. Belg.Unie-BUB
3. Collectif Citoyen
4. Chez Nous

Oost-Vlaanderen:
1. Belg.Unie-BUB
2. GV-Gezond Verstand
3. Partij BLANCO

Vlaams-Brabant:
1. Belg.Unie-BUB
2. Partij BLANCO
3. l'Unie

Waals-Brabant:
1. Collectif Citoyen
2. l'Unie
3. Chez Nous
4. RMC
5. BLANCO
6. Belg.Unie-BUB

West-Vlaanderen:
1. Partij BLANCO

## Kandidaten

### Lijsttrekkers

#### Nederlandstalige lijsten
| Partij | Partij        | West-Vlaanderen          | Oost-Vlaanderen      | Antwerpen          | Limburg             | Vlaams-Brabant      | Brussel-Hoofdstad               |
| ------ | ------------- | ------------------------ | -------------------- | ------------------ | ------------------- | ------------------- | ------------------------------- |
|        | CD&V          | Nathalie Muylle          | Vincent Van Peteghem | Annelies Verlinden | Nawal Farih         | Sammy Mahdi         | Vormt een lijst met Les Engagés |
|        | Groen         | Matti Vandemaele         | Petra De Sutter      | Meyrem Almaci      | Dirk Opsteyn        | Dieter Van Besien   | Vormt een lijst met Ecolo       |
|        | N-VA          | Jean-Marie Dedecker      | Anneleen Van Bossuyt | Bart De Wever      | Steven Vandeput     | Theo Francken       | Toby De Backer                  |
|        | Open Vld      | Vincent Van Quickenborne | Alexander De Croo    | Paul Van Tigchelt  | Steven Coenegrachts | Irina De Knop       | Vormt een lijst met MR          |
|        | PVDA          | Natalie Eggermont        | Robin Tonniau        | Peter Mertens      | Kim De Witte        | Kemal Bilmez        | Vormt een lijst als PVDA-PTB    |
|        | Vlaams Belang | Wouter Vermeersch        | Barbara Pas          | Lode Vereeck       | Annick Ponthier     | Britt Huybrechts    | Jan Verleysen                   |
|        | Vooruit       | Melissa Depraetere       | Joris Vandenbroucke  | Jinnih Beels       | Funda Oru           | Frank Vandenbroucke | Vormt een lijst met de PS       |

Andere lijsten:
- Agora: Florence Prudhomme in Brussel-Hoofdstad
- Alternatief2024: Sari Kerckhove in Vlaams-Brabant
- Belgische Unie - Union Belge (B.U.B.): François Breyssem in Limburg, Hans Van de Cauter in Vlaams-Brabant, Frederik Voets in Antwerpen, Cathy Allaert in Brussel, Benedict Verbiest in Oost-Vlaanderen[41]
- DierAnimal: Ilse Bastiaensen in Antwerpen
- GV - Gezond Verstand: Tony Van Heuverswyn in Oost-Vlaanderen
- Partij BLANCO: Ewout Ramon in West-Vlaanderen,[42] Marian De Grauwe in Oost-Vlaanderen,[43] Raf Lens in Antwerpen,[44] Joke Mulders in Limburg[45] en Dirk Laenen in Vlaams-Brabant.[46]
- L'Unie: Alexandra Bernaert in Vlaams-Brabant
- Team Fouad Ahidar: Ammar Dabbour in Brussel-Hoofdstad
- Volt: Jasper Coosemans in Antwerpen en Emeric Massaut in Brussel-Hoofdstad[47]
- Voor U: Ivan Sabbe in West-Vlaanderen, Michael Verstraeten in Oost-Vlaanderen,[48] Frank Wouters in Antwerpen,[49] Els Ampe in Vlaams-Brabant[50], Rachid El Hajui in Brussel-Hoofdstad[51] en Dirk Vijnck in Limburg.

#### Franstalige lijsten
| Partij | Partij      | Luik                | Henegouwen            | Luxemburg              | Namen                | Waals-Brabant   | Brussel-Hoofdstad            |
| ------ | ----------- | ------------------- | --------------------- | ---------------------- | -------------------- | --------------- | ---------------------------- |
|        | DéFI        | Freddy Debarsy      | Mikhaël Jacquemain    | Didier Serteyn         | Julien Lemoine       | Pierre Pinte    | François De Smet             |
|        | Ecolo       | Sarah Schlitz       | Jean-Marc Nollet      | Olivier Vajda          | Georges Gilkinet     | Simon Moutquin  | Rajae Maouane                |
|        | Les Engagés | Vanessa Matz        | Jean-Luc Crucke       | Benoît Lutgen          | Maxime Prévot        | Yves Coppieters | Elisabeth Degryse            |
|        | MR          | Pierre-Yves Jeholet | Georges-Louis Bouchez | Benoît Piedboeuf       | David Clarinval      | Florence Reuter | Valérie Glatigny             |
|        | N-VA        | Evelien Barbieux    | Michel De Wolf        | Anne-Laure Mouligneaux | Laurence Genot       | Drieu Godefridi | zie Nederlandstalige lijsten |
|        | PS          | Frédéric Daerden    | Paul Magnette         | Philippe Courard       | Pierre-Yves Dermagne | Dimitri Legasse | Caroline Désir               |
|        | PTB         | Raoul Hedebouw      | Sofie Merckx          |                        | Farah Jacquet        | Amaury Laridon  | Nabil Boukili                |

Andere lijsten:
- Agora: Raphaële Buxant in Namen, Michel Delécluse in Waals-Brabant.
- Belgische unie - Union Belge (B.U.B.): Nicolas Barrault in Henegouwen, Cathy Allaert in Brussel, Claude Heyman in Namen, Fabian Choffray in Waals-Brabant, Karim Bencheikh in Luik[41]
- Chez Nous: Jérôme Munier in Henegouwen, Noa Pozzi in Luik, Nicolas Dielman in Luxemburg, Eric Doucet in Namen, Michaël Lèfevere in Waals-Brabant.
- Collectif Citoyen: Alain Colignon in Brussel-Hoofdstad, Geneviève Cordier in Henegouwen, Isabelle Duchâteau in Luik, Muriel Hubin in Luxemburg, Philippe Cantamassa in Namen, Séverine Berger in Waals-Brabant.
- L'Unie: Charles de Groot in Brussel-Hoofdstad, Andrew Scrinever in Waals-Brabant.
- Lutte Ouvrière: Isabel Destrument in Brussel-Hoofdstad, Michel Woodbury in Henegouwen.
- Parti BLANCO: Réjane Samain in Luik,[88] Pascal Destrais in Henegouwen,[89] Valerie Lamesch in Luxemburg,[89] Jacques Nicolas in Namen,[90] Patrick de Jamblinne in Waals-Brabant[89] en Laurent Ryckaert in Brussel-Hoofdstad.[91]
- RMC: Michel Bureau in Luik, Thierry Hublet in Waals-Brabant.

### Kandidatenlijsten per kieskring

#### Antwerpen
| Plaats      | CD&V                   | Groen                     | N-VA                   | Open Vld               | PVDA                   | Vlaams Belang         | Vooruit               |
| Effectieven | Effectieven            | Effectieven               | Effectieven            | Effectieven            | Effectieven            | Effectieven           | Effectieven           |
| ----------- | ---------------------- | ------------------------- | ---------------------- | ---------------------- | ---------------------- | --------------------- | --------------------- |
| 1           | Annelies Verlinden     | Meyrem Almaci             | Bart De Wever          | Paul Van Tigchelt      | Peter Mertens          | Lode Vereeck          | Jinnih Beels          |
| 2           | Koen Van den Heuvel    | Staf Aerts                | Sophie De Wit          | Liselotte Dupont       | Greet Daems            | Ellen Samyn           | Oskar Seuntjens       |
| 3           | Tine Gielis            | Anna Touré                | Bert Wollants          | Pia Indigne            | Manal Toumi            | Reccino Van Lommel    | Jan Bertels           |
| 4           | Hans Ides              | Zohra Othman              | Dorien Cuylaerts       | Magalie Verstraelen    | Abdelaziz El Fadili    | Sam Van Rooy          | Ben Segers            |
| 5           | Sarah De Keyser        | Marc Boogers              | Michael Freilich       | Wim Claes              | Anne Delespaul         | Hans Verreyt          | Fatma Akbas           |
| 6           | Hava Gokuzum           | Daan Reydams              | Koen Metsu             | Tatyana Van Hoof       | Sah Gulhan             | Hedvig Van Brusselen  | Rodney Talboom        |
| 7           | Serge Uwanyilijuru     | Nadia Saouti              | Mireille Colson        | Valérie Van Genechten  | Sara Van Rompaey       | Stef De Keyser        | Elke Cuyt             |
| 8           | Els Beullens           | Barbara Van de Perre      | Laura Delmas           | Victor De Groof        | Esteban Zárate Garay   | Catherine François    | Iris Devos            |
| 9           | Steff Nouws            | Tom Claessen              | Sevilay Altintas       | Amaury Luyckx          | Cindy Eykens           | Karin Meeus           | Els Opdenbergh        |
| 10          | Paula Henderickx       | Yanis Berrewaerts         | Carla Pantens          | Laila Rylant           | Ben Van Duppen         | Tommy Van Look        | Andy Janssens         |
| 11          | Artur Issaev           | Bashar Hnain              | Bart Smans             | Valérie Caers          | Tanja Deprez           | Kurt Van Noten        | Fatima Ezarhouni      |
| 12          | Wendy Weckhuysen       | Mina Koukas               | Jan Van Camp           | Ahmadullah Zalal       | Bubacarr Jallow        | Marina Rys            | Sam Haegens           |
| 13          | Lili Stevens           | Veerle Beernaert          | Evi Van der Planken    | Mick De Maere          | Eline De Wachter       | Theo Niessen          | Kim Dorikens          |
| 14          | Hans Heylen            | Brend Van Ransbeeck       | Koen Palinckx          | Steve Janssens         | Walter Joos            | Leslie Haems          | Fabienne Vandamme     |
| 15          | Koen De Busser         | Abdeslam El Ghamri        | Pieter Cowé            | Nadine Francus         | Linda Van der Schoepen | Manuel Elst           | Jeroen Vansantvoorde  |
| 16          | Touria Iharratane      | Peter Geukens             | Anne Delvoye           | Bram Joossen-Meyvis    | Mert Cengiz            | Yana De Vrij          | Benny Smets           |
| 17          | Bart Hermans           | Christophe Van Berckelaer | Luna Boumans           | Pinar Dogan            | Mara De Belder         | Marleen Slaets        | Christine Jacobs      |
| 18          | Simon Kenens           | Maya De Backer            | Johan Steylaerts       | Els De Groof           | Rik Bogaerts           | Steve Van Broeckhoven | Nick Loridan          |
| 19          | Polien Willems         | Nicole Van Praet          | Vincent Goossens       | Christophe Van Dessel  | Suzette De heyder      | Myriam Baeyens        | Delaina El Uuamari    |
| 20          | Andries Tjalma         | Karen Broes               | Charlotte Schwagten    | Roel Dom               | Matthias Gulickx       | Tim Van Uytsel        | Gert Aerssens         |
| 21          | Mathias Van Braband    | Fulco Verachtert          | Silke Kegeleers        | Ellen Brits            | Sabine Descamps        | Sylvia Silvester      | Wim Marnef            |
| 22          | Bernadette De Cat      | Jef Verrydt               | Erik Broeckx           | Hans Schoofs           | Mohssine Ben Messaoud  | Alfi Vervloet         | Yao Issifou           |
| 23          | Wivina Demeester       | Rina Rabau                | Ikram Meziane          | Martine Taelman        | Yves Moons             | Jan Mortelmans        | Tom Kestens           |
| 24          | Servais Verherstraeten | Mieke Vogels              | Peter De Roover        | Bart Somers            | Mie Branders           | Marijke Dillen        | Gitta Vanpeborgh      |
| Opvolgers   |                        |                           |                        |                        |                        |                       |                       |
| 1           | Nahima Lanjri          | Björn Siffer              | Wim Van der Donckt     | Arthur Orlians         | Rudy Van Rompaey       | Kristof Luypaert      | Achraf El Yakhloufi   |
| 2           | Karl Lauwers           | Laura Spruyt              | Katrijn van Riet       | Karina Heremans        | Ianthe Ghaye           | Ilse Van Echelpoel    | Tatjana Scheck        |
| 3           | Ilke Pompen            | Mariem El Hamami          | Willem Wevers          | Sabine Leyzen          | Ward Coenegrachts      | Sil Van Langendonck   | Stefan Van Linden     |
| 4           | Vincent Gysels         | Omar Al Jattari           | Nathalie Van Baren     | Laurenz Van Ginneken   | Maartje De Vries       | Mieke De Bats         | Sabe De Graef         |
| 5           | Yoni Lauwers           | Jitse Born                | Stijn Janssens         | Luc Driesen            | Guy Van Laere          | Hans Berghmans        | Tom Namurois          |
| 6           | Aaron Helsen           | Daphne Reinehr            | Kristoff Van Genechten | Lore Roelandts         | Nele Van Parys         | Heidi Verboven        | Charisse Verberckmoes |
| 7           | Galina Matushina       | Louis Schoofs             | Stephanie De Vos       | Luc Segers             | Kristof Vissers        | Jef De Backer         | Seppe Vriens          |
| 8           | Bob Van den Eijnden    | Jarrin van der Made       | Carl Geeraerts         | Didier De Blauwe       | Ann Willems            | Danny De Neel         | Jan Peeters           |
| 9           | François De Clercq     | Lieve Snauwaert           | Greet Van Tichelen     | Françoise Dilliën      | René Van Gysel         | Chris De Clerck       | Maarten Verstappen    |
| 10          | Leentje Engelen        | Yannick Ravoux            | Pascale Minnebo        | Brent Usewils          | Thirsa Verspreet       | Els Van de Kerckhof   | Patricia Van Goelen   |
| 11          | Gert Dierckx           | Jef Schauwaers            | Tania Mets             | Rachel Tshinkobo       | Lukas Janssens         | Enzo Van Goethem      | Nicole Beelen         |
| 12          | Annick De Wever        | Kris Swaegers             | Dries Vanhoof          | Ria Janssens-Van Oncen | Koen Dereymaeker       | Lieselotte Vervloesem | Heidi Verboven        |
| 13          | Jef Van den Bergh      | Marij Preneel             | Kristof Sels           | Jacinta De Roeck       | Barbara Franck         | Luc Van Grieken       | Hicham El Mzairh      |
| Bron        |                        |                           |                        |                        |                        |                       |                       |

#### Brussel-Hoofdstad
| Plaats      | DéFI                       | Ecolo                          | Les Engagés                 | MR                           | N-VA                  | PS                                    | PVDA-PTB              | Vlaams Belang                 |             |
| Effectieven | Effectieven                | Effectieven                    | Effectieven                 | Effectieven                  | Effectieven           | Effectieven                           | Effectieven           | Effectieven                   | Effectieven |
| ----------- | -------------------------- | ------------------------------ | --------------------------- | ---------------------------- | --------------------- | ------------------------------------- | --------------------- | ----------------------------- | ----------- |
| 1           | François De Smet           | Rajae Maouane                  | Elisabeth Degryse           | Valérie Glatigny             | Toby De Backer        | Caroline Désir                        | Nabil Boukili         | Jan Verleysen                 |             |
| 2           | Sophie Rohonyi             | Gilles Vanden Burre            | Pierre Kompany              | Michel De Maegd              | Manon Vandewalle      | Ridouane Chahid                       | Annik Van den Bosch   | Louisa Boonen                 |             |
| 3           | Michel Claise              | Tinne Van der Straeten (Groen) | Renaud Vercaemst (CD&V)     | Youssef Handichi             | Koen Bevers           | Lydia Mutyebele                       | Julien Ribaudo        | Geoffroy Humblet de Buisseret |             |
| 4           | Lamia El Mansouri          | Hamza Belakbir                 | Fabienne Boucau-Mineur      | Alexia Bertrand (Open Vld)   | Sarah Remacle         | Philippe Close                        | Marc Boutet           | Astrid Demeunier              |             |
| 5           | Grégory Boen               | Séverine de Laveleye           | Julien Milquet              | Rachid Azaoum                | Obeed Aldarwish       | Bieke Comer (Vooruit)                 | Joëlle Crema          | Pierre Debruyne               |             |
| 6           | Véronique Lederman Bucquet | Mathieu Lys                    | Imram Khan                  | Nathalie Gilson              | Dorothée Desaegher    | Abdellah Achaoui                      | Agnès Babinska        | Monique Dubois                |             |
| 7           | François Audenaerde        | Marie Thibaut de Maisières     | Ishane Benzirar-Aitseghier  | Nicolas Kuczynski            | Lien Van Oosterwyck   | Khadija Boudiba                       | Gille Feyaerts        | Jean-Pierre Stalpaert         |             |
| 8           | Myriam Vanderzippe         | Sanchou Kiansumba              | Christelle Batupanza Ndonga | Jacques de Jonghe d'Ardoye   | Anne-Marie Maene      | Yvon Englert                          | Riet Dhont            | Marie-Laurence Hamaide        |             |
| 9           | Oscar Ndongo               | Shahin Mohammad                | Teona Lavrelashvili         | Saïda Chennoufi              | Johan Suetens         | Sandrine Daoud                        | Willy Kalb            | Guy Guairiere                 |             |
| 10          | Françoise Carton de Wiart  | Fouad Mohand Ali               | Jean-Louis Hanff            | Arthur Martin                | Pascale Van Veerdegem | Özan Dönmez                           | Claudia Chin          | Anita Boudard                 |             |
| 11          | Benoit Renard              | Flora Billiouw                 | Marcellin Biethe Kinoth     | Floriane Bonnier             | Marcel Dehandschutter | Florence Wautelet                     | Luc Vancauwenberge    | Jean-Louis Van Handenhove     |             |
| 12          | Stéphanie Leclercq         | Valentin Dantinne              | Mallelyn Reynoso Velazquez  | Carine Gol-Lescot            | Jacqueline Renders    | Hassan Chegdani                       | Leila Lahssaini       | Nathalie Schmidz              |             |
| 13          | Kevin Charlier             | Liesbeth Goossens              | Benjamin Daro               | Fiona Bastien                | Damien Angelet        | Patricia Rodriguez da Costa (Vooruit) | Adrien Vranken        | Jacques Duchemin              |             |
| 14          | Muriel Duquennois          | Laurent d'Ursel                | Bouchra Daro                | Frédéric De Gucht (Open Vld) | Judith Vermeulen      | Mohamed El Ouriachli                  | Elisa Sacco           | Marguerite Renier             |             |
| 15          | Philippe Thiéry            | Anne Herscovici                | Alexandre Meeus             | Olivier Neirynck             | Süleyman Celik        | Noémie Roger                          | Hanne Bosselaers      | Kathy Daeki                   |             |
| 16          | Sophie de Vos              | Benoit Ceysens                 | Véronique Rigot             | Viviane Teitelbaum           | Mathieu Declercq      | Andrea Rea                            | Benjamin Pestieau     | Roeland Van Walleghem         |             |
| Opvolgers   |                            |                                |                             |                              |                       |                                       |                       |                               |             |
| 1           | Shazia Manzoor             | Claire Hugon                   | Ismaël Nuino                | Pierre Jadoul                | Michael Mestrom       | Khalil Aouasti                        | Jean-Pierre Kerckhofs | Luk Van Nieuwenhuysen         |             |
| 2           | Minh Wang                  | Guillaume Defossé              | Mathilde Vermeire (CD&V)    | Audrey Henry                 | Sophie Jans           | Delphine Chabbert                     | Paula Andrea Polanco  | Diana Put                     |             |
| 3           | Françoise Devleeschouwer   | Pauline Warnotte               | Carmen de Lhoneux           | Joris Theelen (Open Vld)     | Filip De Pillecyn     | Thomas Gillet                         | Quentin Vanbaelen     | Serge Algoet                  |             |
| 4           | Hamid Benichou             | Nelson Kenmogne Nono           | Mohamed Masribatta          | Mikaël Hosseini              | Kato Hulselmans       | Luiza Duraki                          | Mathilde El Bakri     | Michele Verstraeten           |             |
| 5           | Anne Vermeire              | Pauline Warnotte               | Rania Bey                   | Frédéric Waucquez            | Winold Demailly       | Pedro Rupio                           | Roel Van de Pol       | Francis Aerts                 |             |
| 6           | Georges Mboa               | Pieterjan Vanden Boer (Groen)  | Eric Nguemaleu Njenta       | Bryan Singa-Boyenge          | Wout Patyn            | Rim Ben Achour                        | Cloë Machuelle        | Marie-Madeleine Gosseye       |             |
| 7           | Pasquale Nardone           | Florina Noje                   | Jean-Christophe Groteclaes  | Chantal Duboccage            | Nathalie Somers       | Quentin Libotte                       | Khalid Talbi          | Karel Ramaekers               |             |
| 8           | Martine Payfa              | Emre Sumlu                     | Stéphane Peycker            | Natacha Vanbrabant           | Karel Vandeven        | Vanessa Rigodanzo                     | Leïla Goldmann        | Arlette Comptdaer             |             |
| 9           | Didier Gosuin              | Zoubida Jellab                 | Geneviève Oldenhove         | Françoise Bertieaux          | Sarah Van Hassel      | Philippe Boïketé                      | Doh Coulibaly         | Patrick Sessler               |             |
| Bron        |                            |                                |                             |                              |                       |                                       |                       |                               |             |

#### Henegouwen
| Plaats      | DéFI                  | Ecolo                      | Les Engagés             | MR                        | N-VA                         | PS                    | PTB                   |             |             |
| Effectieven | Effectieven           | Effectieven                | Effectieven             | Effectieven               | Effectieven                  | Effectieven           | Effectieven           | Effectieven | Effectieven |
| ----------- | --------------------- | -------------------------- | ----------------------- | ------------------------- | ---------------------------- | --------------------- | --------------------- | ----------- | ----------- |
| 1           | Mikhaël Jacquemin     | Jean-Marc Nollet           | Jean-Luc Crucke         | Georges-Louis Bouchez     | Michel De Wolf               | Paul Magnette         | Sofie Merckx          |             |             |
| 2           | Valérie Geeurickx     | Marie-Colline Leroy        | Aurore Tourneur         | Julie Taton               | Elodie Carton                | Ludivine Dedonder     | Roberto D'Amico       |             |             |
| 3           | Maxence Jéhu          | Bastian Gonzalez Vanhespen | Jean-François Gatelier  | Denis Ducarme             | Jan Huygen                   | Eric Thiébaut         | Ayse Yigit            |             |             |
| 4           | Isabelle Noel         | Constance Lesplingart      | Manon Mogenet           | Hervé Cornillie           | Caroline Dujacquier          | Marie Meunier         | Mathieu Marchal       |             |             |
| 5           | Hedi Gouiaa           | Julien Lechat              | Yves André              | Violaine Herbaux          | Willem Vandenbussche         | Patrick Prévot        | Anne Solange Lecocq   |             |             |
| 6           | Audrey Michiels       | Esther Ingabire            | Annelise Deville        | Olivier Destrebecq        | Emmanuelle Deridder          | Laurence Zanchetta    | Renaud Calvo Gil      |             |             |
| 7           | Mathias-Eric Chavatte | Guillaume Seghers          | Emmanuel Turco          | Aurore Goossens           | Christine Ponjaert           | Hugues Bayet          | Roos-Lien Keijzer     |             |             |
| 8           | Yzaline Leveau        | Magali Durieux             | Adiana Bultez           | Jean-Pierre Bourdeaud'huy | Marthe Caeyers               | Natacha Blanchart     | Axel Bernard          |             |             |
| 9           | Karine Massart        | Rino Noviello              | Tanguy Luamba           | Isabelle Galant           | Maikel Parmentier            | Maxime Felon          | Apolline Dupuis       |             |             |
| 10          | Jean-Luc Auchain      | Geneviève Houssière        | Dorothée Gosselin       | Muriel Cochez             | Dirk Lambeets                | Anne-Sophie Jura      | Anthony Casciato      |             |             |
| 11          | Marie-Noëlle Gillard  | Olivier Vanoudewater       | Michel Casterman        | Eddy Bayard               | Mia Callewaert               | Mahmut Dogru          | Joyce Mukangoga       |             |             |
| 12          | Cindy Bourleau        | Julie Crucke               | Isabelle De Pourcq      | Fabienne Devilers         | Jeroen Dujardin              | Aline Baudoux         | Michael Dugauquier    |             |             |
| 13          | Mathieu Declercq      | Jean-François Letulle      | Bernard Thomas          | André-Paul Coppens        | Arnout De Cuyper             | Jérémy Bricq          | Sully Enyegue         |             |             |
| 14          | Sandrine Stasik       | Zoé Strebelle              | Charlotte Gruson        | Florence Pottiez          | Klaartje Bruyninckx          | Marie Piraux          | Renaud Demarche       |             |             |
| 15          | Francis Provot        | Baptiste Coppens           | Maxim Larcin            | Emmanuel Provis           | Luc Van De Gehuchte          | François Devillers    | Lieve Lemmens         |             |             |
| 16          | Michelle Rucqouy      | Muriel Van Peeterssen      | David Lavaux            | Opaline Meunier           | Conny Rogie                  | Khadija Nahime        | Mathéo Paquet         |             |             |
| 17          | Francis De Hertog     | Kristof Calvo (Groen)      | Brigitte Aubert         | Anthony Dufrane           | Christian van Lidth de Jeude | Daniel Senesael       | Marco Van Hees        |             |             |
| Opvolgers   |                       |                            |                         |                           |                              |                       |                       |             |             |
| 1           | Willy Detombe         | Manu Disabato              | Julien Matagne          | Natacha Leroy             | Inge Moyson                  | Fatima Ahallouch      | Céline De Bruyn       |             |             |
| 2           | Maria Mignone         | Laurence Hennuy            | Axelle Chantry          | Jolan Vereecke            | Grégory Vandekerckhove       | Loïc D'Haeyer         | Denis Pestieau        |             |             |
| 3           | Stéphane Mignone      | Louis Mariage              | Vincent Loiseau         | Zoé Delhaye               | Jan Dhaene                   | Leslie Leoni          | Dominique Dussart     |             |             |
| 4           | Anita Vermeire        | Hélène Wallemacq           | Sophie Baudson          | Olivier Mariscal          | Kathy De Bleecker            | Lucien Bauduin        | Dorian Burnotte       |             |             |
| 5           | Didier Adam           | Quentin Dumont             | Alexandre Boitte        | Héloïse Renard            | Christa De Lameillieure      | Julie Patte           | Tiffani Croonenborghs |             |             |
| 6           | Edith Jans            | Mylène François            | Isabelle Dohy           | Attilah Gorbuz            | Oliver Moereels              | Samy Kalunga Kayemebe | Sylvain Soete         |             |             |
| 7           | Daniel Soudant        | Vincent Crépin             | Flavio Palmeri          | Véronique Thomas          |                              | Patty Catigneau       | Marie-Hélène Willame  |             |             |
| 8           |                       | Larissa Fontana            | Ophélie Di Giosia       | Anthony Smets d'Alelio    | Jimmy Ababio                 | Mustapha Bosry        |                       |             |             |
| 9           | Cécile Dascotte       | Nicolas Dumont             | Laurence Durieux-Roulin | Catherine Houdart         | Vanessa Gilson               |                       |                       |             |             |
| 10          | Jacques Varrasse      | Laurence Rase              | Marc Ysaye              | Karim Chaïbaï             | Jean François Peiffer        |                       |                       |             |             |
| Bron        |                       |                            |                         |                           |                              |                       |                       |             |             |

#### Limburg
| Plaats      | CD&V                    | Groen             | N-VA               | Open Vld                             | PVDA                | Vlaams Belang    | Vooruit              |
| Effectieven | Effectieven             | Effectieven       | Effectieven        | Effectieven                          | Effectieven         | Effectieven      | Effectieven          |
| ----------- | ----------------------- | ----------------- | ------------------ | ------------------------------------ | ------------------- | ---------------- | -------------------- |
| 1           | Nawal Farih             | Dirk Opsteyn      | Steven Vandeput    | Steven Coenegrachts                  | Kim De Witte        | Annick Ponthier  | Funda Oru            |
| 2           | Steven Matheï           | Derya Erdogan     | Frieda Gijbels     | Laurence Libert                      | Kübra Sertkaya      | Frank Troosters  | Alain Yzermans       |
| 3           | Ingrid Kempeneers       | Ruben Stassen     | Wouter Raskin      | Jonas Schroyen                       | Sarah Maesen        | Dieter Keuten    | Tine Jans            |
| 4           | Mark Vos                | Sandra Maes       | Laura Olaerts      | Ruth Vandeboel                       | Hoessein Naim       | Patrick Vanparys | Alessandro Cucchiara |
| 5           | Eren Dokmeci            | Iftan Oztas       | Marc Penxten       | Ferre Rayen                          | Olivier Vissers     | Chantal Nagels   | Eddy Manet           |
| 6           | Marleen Kauffmann       | Mia Aerts         | Chelsea Schoubben  | Jasmine Neven                        | Sanem Özen          | Alex Vossen      | Gert Stas            |
| 7           | Bob Nijs                | Sven Saenen       | Karel Wieërs       | Paul Smolders                        | Sooi Van Limbergen  | Ingeborg Penders | Bilgin Bekdemir      |
| 8           | Ilse Wevers             | Donya Panis       | Diane De Volder    | Ann Van Bael                         | Lizzy Vandenrijt    | Masha Sachno     | Ingrid Erlingen      |
| 9           | Erik Van Roelen         | Francesco Muoni   | Steven Goris       | Marleen Kortleven                    | Romina De Amicis    | Jean-Paul Briers | Rita Philippo        |
| 10          | Ellen Marès             | Liza Schrooten    | Lieve Wouters      | Theo Snijkers                        | Peter Vandevelde    | Alice Roemans    | Sofie De Waele       |
| 11          | Liesbeth Van der Auwera | Jan Van den Bergh | Huub Broers        | Marie-Jeanne Raedschelders-Savelkoul | Hasan Palabiyik     | Susan Waters     | Franky Geypen        |
| 12          | Raf Terwingen           | Barbara Creemers  | Frieda Brepoels    | Patrick Dewael                       | Gaby Jaenen         | Erik Gilissen    | Patrick Lismont      |
| Opvolgers   |                         |                   |                    |                                      |                     |                  |                      |
| 1           | Tom Thijsen             | Jorge Luyts       | Jessie De Weyer    | Philippe Nys                         | Stany Nimmegeers    | Jorn Vanspauwen  | Daan Deckers         |
| 2           | Ann-Sofie Vanoverstijns | Sonia Moro        | Jan Valgaeren      | Soetkin Jehaes                       | Marij Janssen       | Cindy Sax        | Inge Geerts          |
| 3           | Peter Nies              | Souliman Diraa    | Günther Dauw       | Wouter De Raeve                      | Guido Van Vlierden  | Frank Paumen     | Stefan T'Jolyn       |
| 4           | Liesbeth Maris          | Catherine Eyben   | Tom Wolfs          | Tuur Philips                         | Ayse Kocak          | Anna Boey        | Shana Schoubben      |
| 5           | Dominic Tholen          | Hans Proost       | Liesbeth Steegmans | Anneleen Vanherck                    | Aziz Ahmar          | Kim Beutels      | Roberto Prata        |
| 6           | Lisbet Aerts            | Machteld Bosmans  | Roger Mertens      | Charlotte Daenen                     | Bieke Jansen        | Christa Jehaes   | Anne-Sophie Bulen    |
| 7           | Dennis Fransen          | Bert Verleysen    | Joske Dexters      | Jeroen Bellings                      | Jessica Colebunders | Guido Nowak      | Maurice Webers       |
| Bron        |                         |                   |                    |                                      |                     |                  |                      |

#### Luik
| Plaats          | DéFI                 | Ecolo              | Les Engagés                | MR                  | N-VA                                    | PS                   | PTB                      |             |             |
| Effectieven     | Effectieven          | Effectieven        | Effectieven                | Effectieven         | Effectieven                             | Effectieven          | Effectieven              | Effectieven | Effectieven |
| --------------- | -------------------- | ------------------ | -------------------------- | ------------------- | --------------------------------------- | -------------------- | ------------------------ | ----------- | ----------- |
| 1               | Freddy Debarsy       | Sarah Schlitz      | Vanessa Matz               | Pierre-Yves Jeholet | Evelien Barbieux                        | Frédéric Daerden     | Raoul Hedebouw           |             |             |
| 2               | Véronique Troosters  | Samuel Cogolati    | Luc Frank                  | Catherine Delcourt  | Xavier Lesenne                          | Sophie Thémont       | Nadia Moscufo            |             |             |
| 3               | Jean-François Loi    | Nezha Darraji      | Isabelle Hansez            | Philippe Goffin     | Jessie Brepoels                         | Christophe Lacroix   | Mehdi Salhi              |             |             |
| 4               | Fiona Gentile        | Vincent Hitabatuma | Lucien Bodson              | Gilles Foret        | Anna Mathieu                            | Chanelle Bonaventure | Sofia Touhami            |             |             |
| 5               | Michaël François     | Charline Van Snick | Albert Gérard              | Maëlle Locht        | Johan De Poorter                        | Grégory Philippin    | Merlin Leonard           |             |             |
| 6               | Carole Bindels       | Karadeg Lamberty   | Sylvia De Jonghe-Galler    | Julien Woolf        | Hilda Hameryck                          | Véronique Bonni      | Rosa Terranova           |             |             |
| 7               | André Nicolas        | Anaïs Rowier       | Julian Eliazar             | Ysaline Bonaventure | Maud Van Hollebeke                      | Didier Henrottin     | Vincent Vancauwenberghe  |             |             |
| 8               | Corine Pirotton      | Maxime Bronlet     | Vincianne Pirard-Dubru     | Martin Jamar        | Maarten Debruyne                        | Delal Bahloul        | Alexandra Havard         |             |             |
| 9               | Salvatore Maniscalco | Clara Gatugu       | Serge Ernst                | Cécile Deltour      | Dirk Van de Voorde                      | Orly Nzisibara       | Thibault Leté            |             |             |
| 10              | Sarah Davin          | Frédéric Arens     | Françoise Kunsch-Lardinoit | Aline Depas         | Benjamin Swalens                        | Yamina Meziani       | Anna Renwart             |             |             |
| 11              | Jaques Fermont       | Claire Eloy        | Khadija Tentaoui Elaraqi   | Nicolas Reynders    | Joris Kelchtermans                      | Rudi Cloots          | Romain Meers             |             |             |
| 12              | Anne Vilet           | Luc Viatour        | Martine Frenay             | Gayané Bertrand     | Jana Claessens                          | Laurine Corthouts    | Liliane Picchietti       |             |             |
| 13              | Emilien Gigon        | Muriel Gerkens     | Eric Vandevelde            | Katty Firquet       | Els Vanderelst                          | Déborah Geradon      | Didier Closquin          |             |             |
| 14              | Nusrat Ijaz          | Jean-Michel Javaux | Gianni Tabbone             | Daniel Bacquelaine  | François Xavier de Meester de Heyndonck | Willy Demeyer        | Andrea Cotrena Cotrena   |             |             |
| Opvolgers       |                      |                    |                            |                     |                                         |                      |                          |             |             |
| 1               | Aurélie Dupont       | Nicolas Parent     | Carine Clotuche            | Mathieu Bihet       | Peter Deltour                           | Malik Ben Achour     | Jérôme Denis             |             |             |
| 2               | Thomas Barla         | Caroline Saal      | Simon Dethier              | Victoria Vandeberg  | Els Butenaers                           | Sarah El Hasnaoui    | Lindsey Derclaye         |             |             |
| 3               | Valérie Didion       | Tanguy Wera        | Marie Capocci              | Luc Delvaux         | Carl Caluwé                             | Hervé Rigot          | Olivier Bastin           |             |             |
| 4               | Christophe Dethier   | Doris Quadflieg    | Bertrand Crosset           | Julie Schrauben     | Tineke Bex                              | Linda Zwartbol       | Christine Niboguè Doumbè |             |             |
| 5               | Ashley Stokis        | Maxime Deleuze     | Anne Ghaye                 | Philippe Dubois     | Ivan Blauwhoff                          | Serge Fillot         | Lucien Laeners           |             |             |
| 6               | Eddy Vanesse         | Monique Bous       | Serge Hiligsmann           | Marie Charlier      | Krista Claus                            | Aurélie Kaye         | Malika Oufrigh           |             |             |
| 7               | Micheline Kileste    | Philippe Lemal     | Xavier Dalken              | Paul Kaba           |                                         | Vinciane Sohet       | Assoumi Tahirou          |             |             |
| 8               | Jaen-Marc Pahaut     | Claudia Niessen    | Marie-Claire Binet         | Christine Defraigne | Luc Gillard                             | Aurélie Stocq        |                          |             |             |
| Bron[dode link] |                      |                    |                            |                     |                                         |                      |                          |             |             |

#### Luxemburg
| Plaats      | DéFI               | Ecolo              | Les Engagés         | MR                | N-VA                   | PS                      |             |             |             |
| Effectieven | Effectieven        | Effectieven        | Effectieven         | Effectieven       | Effectieven            | Effectieven             | Effectieven | Effectieven | Effectieven |
| ----------- | ------------------ | ------------------ | ------------------- | ----------------- | ---------------------- | ----------------------- | ----------- | ----------- | ----------- |
| 1           | Didier Serteyn     | Olivier Vajda      | Benoît Lutgen       | Benoît Piedboeuf  | Anne-Laure Mouligneaux | Philippe Courard        |             |             |             |
| 2           | Mélanie Vandeloise | Mariline Clémentz  | Valérie Lescrenier  | Laurence Crucifix | Teis Derweduwen        | Véronique Biordi        |             |             |             |
| 3           | Jean-Marc Lambert  | Romain Gaudron     | François Kinard     | Pablo Docquier    | Stefan De Brouwere     | Jacques Gennen          |             |             |             |
| 4           | Marie Houssa       | Annie Goffin       | Marie-Eve Hannard   | Jessica Mayon     | Agnetha Cnudde         | Angèle Duvivier         |             |             |             |
| Opvolgers   |                    |                    |                     |                   |                        |                         |             |             |             |
| 1           | Yves Hardy         | Sophie Michel      | Carmen Ramlot       | Mathieu Rossignol | Wouter Patho           | Yves Planchard          |             |             |             |
| 2           | Audrey Franche     | Rémy Welschen      | Philippe Bontemps   | Sophie Léonard    | Ellen Van Eenaeme      | Séverine Pierret-Burton |             |             |             |
| 3           | Guy Goossens       | Claudia Massot     | Anne Lamesch-Neyens | Luc Weyders       | Maria Serneels         | Gauthier Wery           |             |             |             |
| 4           | Isabelle Schütz    | Jean-Louis Brocart | Guillaume Robert    | Sophie Molhan     | Jan D'haeze            | Valérie Peuckert        |             |             |             |
| 5           | Sébastien Strazzer | Sarah Ruidant      | Vovo Nzuzi Kambu    | Inès Monfort      | Magda Biesemans        | Frank Istace            |             |             |             |
| 6           | Sabine Houwaer     | François Rion      | Elie Deblire        | Olivier Waltzing  | Laurens Verrelst       | Nathalie Heyard-Ughi    |             |             |             |
| Bron        |                    |                    |                     |                   |                        |                         |             |             |             |

#### Namen
| Plaats      | DéFI                  | Ecolo              | Les Engagés         | MR                   | N-VA                     | PS                   | PTB                    |             |             |
| Effectieven | Effectieven           | Effectieven        | Effectieven         | Effectieven          | Effectieven              | Effectieven          | Effectieven            | Effectieven | Effectieven |
| ----------- | --------------------- | ------------------ | ------------------- | -------------------- | ------------------------ | -------------------- | ---------------------- | ----------- | ----------- |
| 1           | Julien Lemoine        | Georges Gilkinet   | Maxime Prévot       | David Clarinval      | Laurence Genot           | Pierre-Yves Dermagne | Farah Jacquet          |             |             |
| 2           | Caroline Verstaen     | Isabelle Groessens | Anne Pirson         | Charlotte Deborsu    | Rolf Caers               | Gwenaëlle Grovonius  | Amadéo Simon           |             |             |
| 3           | Pierre-Yves Dupuis    | Thibaut Jacquet    | Stéphane Lasseaux   | Gaëtan de Bilderling | Carla Adams              | Michel Meyer         | Elodie Caussin         |             |             |
| 4           | Gisèle Generet        | Régine Florent     | Laurie Spineux      | Valérie Lecomte      | Yoachim Pieders          | Cathy Collard        | Pascal Belot           |             |             |
| 5           | Johan Mathieu         | Raphaël Richard    | Christophe Gilon    | Luc Gennart          | Dominique Demesmaeker    | Nicolas Dumont       | Laurence Hanquet       |             |             |
| 6           | Sara Castelein        | Tessa Bwandinga    | Isabelle Wallet     | Françoise Léonart    | Elise Pyckavet           | Isabelle Doneux      | Frans Bouwens          |             |             |
| 7           | Pascal Dumont         | Charlotte Mouget   | Pierre Rondiat      | Sabine Laruelle      | François Moré            | Jean-Marc Delizée    | Sabrina Roman-Gonzalez |             |             |
| Opvolgers   |                       |                    |                     |                      |                          |                      |                        |             |             |
| 1           | Patrick Lefebvre      | Cécile Cornet      | Marc Lejeune        | Christophe Bombled   | Korneel Decorte          | Jules Eerdekens      | Véronique Léonard      |             |             |
| 2           | Françoise Léonard     | François Bouchat   | Sandra Toma         | Coraline Absil       | Carol Cuyvers            | Nathalie Leclercq    | David Danssaert        |             |             |
| 3           | Thierry Lessire       | Stéphanie Rota     | Massimo Pira        | Xavier Mullens       | Philippe Nouters         | Patricia Brabant     | Régine Gattegno        |             |             |
| 4           | Nayo Maiga Younoussa  | Bernard Convié     | Valérie Buggenhout  | Mélanie Havenne      | Chiel Elen               | Pierre Seron         | Denis Belot            |             |             |
| 5           | Ronald Schotte        | France Masai       | Florence Dalem      | Françoise Léonard    | Veerle Hylebos           | Linda Culot          | Yvonne Jacobs          |             |             |
| 6           | Marguerite Peerenboom | Naji Habra         | Gauthier de Sauvage | François Bellot      | Nelly Gremmenlprez-Lanis | Marc Gilbert         | Pascal Dandrimont      |             |             |
| Bron        |                       |                    |                     |                      |                          |                      |                        |             |             |

#### Oost-Vlaanderen
| Plaats      | CD&V                   | Groen                      | N-VA                 | Open Vld                 | PVDA                 | Vlaams Belang             | Vooruit                  |
| Effectieven | Effectieven            | Effectieven                | Effectieven          | Effectieven              | Effectieven          | Effectieven               | Effectieven              |
| ----------- | ---------------------- | -------------------------- | -------------------- | ------------------------ | -------------------- | ------------------------- | ------------------------ |
| 1           | Vincent Van Peteghem   | Petra De Sutter            | Anneleen Van Bossuyt | Alexander De Croo        | Robin Tonniau        | Barbara Pas               | Joris Vandenbroucke      |
| 2           | Leentje Grillaert      | Stefaan Van Hecke          | Christoph D'Haese    | Katja Gabriëls           | Julie Steendam       | Ortwin Depoortere         | Anja Vanrobaeys          |
| 3           | Jan Vanderstraeten     | Laura Schuyesmans          | Kathleen Depoorter   | Jean-Jacques De Gucht    | Sonja Welvaert       | Francesca Van Belleghem   | Brent Meuleman           |
| 4           | Hilde De Graeve        | Lukas Vandenbogaerde       | Peter Buysrogge      | Veli Yüksel              | Erik De Vriendt      | Werner Somers             | Emine Gül Isçi           |
| 5           | Joop Verzele           | Ursula Jaramillo Cisternas | Lotte Peeters        | Anneleen Rimbout         | Rani Kerkaert        | Alexander Van Hoecke      | Ann Van de Steen         |
| 6           | Eda Öztürk             | Arne Dambre                | Ward Vranken         | Wim Van Rossen           | Chris Wauman         | Veronique Lenvain         | Katie Coppens            |
| 7           | Mathias Van de Walle   | Maaike Afschrift           | Evelien De Both      | Laurens Hofman           | Sabine De Waele      | Jonas Naeyaert            | Nadia Othman             |
| 8           | Katrien Claus          | Jasper Tack                | Kristof Agache       | Stefaan De Winter        | Fatiha Azahaf        | Filip De Keuleneir        | Sandra De Roeck          |
| 9           | Trees Van Eykeren      | Elise De Meulenaere        | Heide Van Gaever     | Pascale Mornie-Bottequin | Dimitri Neyt         | Tatiana Huyge             | Ron Van Kersschaver      |
| 10          | Dieter Mannaert        | Bram Massar                | Jelle Tillieu        | Louise Van Hoorde        | Lizz Printz          | Nathalie Behiels          | Serdar Çelik             |
| 11          | Bart Morreels          | Gulsah Ak                  | Saartje Heymans      | Erica Sermijn            | Toon Danhieux        | Steve Herman              | Freija Dhondt            |
| 12          | Lieselotte De Roover   | Abraham Bendia             | Mathieu Cockhuyt     | Siska Castelain          | Litte Van De Sijpe   | Kathy Mercie-Mertens      | Ayoubi Benali            |
| 13          | Sven Roegiers          | Colette Verslyppe          | Giel Verhelst        | Farelle Nguika           | Pedro Blommaert      | Jamie Kerremans           | Patrick Moreels          |
| 14          | Mieke Van Malderen     | Joren Gistelinck           | Vincent Delforge     | Johan De Bleecker        | Terry Vermeulen      | Christel De Bruecker      | Hedwin De Clercq         |
| 15          | Elsy De Geyter         | Liesbeth Jodts             | Karlien De Paepe     | Niko Piscador            | Thomas Fiers         | Timothy De Groote         | Kris Van der Coelden     |
| 16          | Didier Lebrun          | Wouter Decoodt             | Monique De Witte     | Vicky Van Hyfte          | Enio Serluppens      | Evie Herssens             | Abdil Tapmaz             |
| 17          | Elsy De Witte          | Agnes Onghena              | Hilde Raman          | Femke Valckenier         | Sira Blancquaert     | Leonard Deknock           | Ina Quintyn              |
| 18          | Pascal Buytaert        | Klaas De Mesmaeker         | Cedric Pauwels       | Daisy Poriau             | Jef Maes             | Pascale Pynaert           | Brigitte Caura           |
| 19          | Annelies Lammertyn     | Andy Depetter              | Louis Ide            | Benjamin Rogiers         | Kimberly Delangre    | Anneke Van Moeseke-Luyckx | Astrid De Bruycker       |
| 20          | Fernand Van Trimpont   | Riet Gillis                | Elke Sleurs          | Christophe Peeters       | Yüksel Kalaz         | Pieter De Spiegeleer      | Rudy Coddens             |
| Opvolgers   |                        |                            |                      |                          |                      |                           |                          |
| 1           | Phaedra Van Keymolen   | Jeroen Van Lysebettens     | Lieve Truyman        | Sandro Di Nunzio         | Steven De Vuyst      | Jens De Pauw              | Niels Tas                |
| 2           | Jan Vermeulen          | Sarah De Bruecker          | Bob Cammaert         | Céline Vermeiren         | Mingtje Wang         | Nadine Van Marcke         | Ghizlane Benabdellah     |
| 3           | Saloua El Moussaoui    | Steve Van Hessche          | Sofie Wijmeersch     | Sebastiaan Loontjens     | Joris Wouters        | Andy Aertgeerts           | Gunther Deriemaeker      |
| 4           | Simon Smagghe          | Tiene Vanhyfte             | Kristof Meerschaut   | Visara Selimi            | Philippe Ndagijimana | Anny Crick                | Sabena Donkor            |
| 5           | Viktor Opsomer         | Benjamin Jacobs            | Adeline De Clercq    | Niels De Kind            | Myriam Joos          | Steven De Smeytere        | Enriqué Van Cauwenberghe |
| 6           | Christine Vandriessche | Ummü Almaci                | Joachim De Leenheer  | Filip Fraeye             | Pieter Serverius     | Nele Sents                | Elle De Kuyper           |
| 7           | Lieselot Bleyenberg    | Mathieu Schollier          | Sylva Bogaerts       | Christine De Glas        | Lydia Bruggeman      | Peter van Arnhem          | Franky Van Gyseghem      |
| 8           | Kurt De Graef          | Tijl De Witte              | Nathan De Clerck     | Vince Van Nuffel         | Liesbeth Maenhout    | Cassandra Kinoo           | Patrick Dossche          |
| 9           | Patrick De Greve       | Sarah Ben Tayeb            | Nadia De Troyer      | Steven Van Troys         | Lydie Neufcourt      | Benjamin Weckx            | Lotte De Blende          |
| 10          | Eva Couckuyt           | Tim Renshofer              | Rik Van Leemputten   | Ann Van den Driessche    | Joppe Leybaert       | Henriette Scheire         | Chantal Bobelijn         |
| 11          | Filip Liebaut          | Kathleen Pisman            | Caroline Croo        | Sarah Poppe              | Dirk Goemaere        | Roland Pannecoucke        | Jo Fonck                 |
| Bron        |                        |                            |                      |                          |                      |                           |                          |

#### Vlaams-Brabant
| Plaats      | CD&V                     | Groen                | N-VA                     | Open Vld            | PVDA                  | Vlaams Belang         | Vooruit             |
| Effectieven | Effectieven              | Effectieven          | Effectieven              | Effectieven         | Effectieven           | Effectieven           | Effectieven         |
| ----------- | ------------------------ | -------------------- | ------------------------ | ------------------- | --------------------- | --------------------- | ------------------- |
| 1           | Sammy Mahdi              | Dieter Van Besien    | Theo Francken            | Irina De Knop       | Kemal Bilmez          | Britt Huybrechts      | Frank Vandenbroucke |
| 2           | Els Van Hoof             | Veerle Leroy         | Kristien Van Vaerenbergh | Kjell Vander Elst   | Peggy Adriaens        | Kurt Moons            | Fatima Lamarti      |
| 3           | Walter De Donder         | Kilian Vandenhirtz   | Darya Safai              | Kris Peetermans     | Wouter Vanduffel      | Katleen Bury          | Carina Jankowski    |
| 4           | Nele Pelgrims            | Ann Li               | Jeroen Tiebout           | Evelien Beeckman    | Angela Flores Acaro   | Joris De Vriendt      | Peggy Massien       |
| 5           | Katrien Van Kriekinge    | Joeri Van den Brande | Allessia Claes           | Alexandra Roumans   | Jonathan De Beus      | Alain Vandenbrande    | Merjem Ouelach      |
| 6           | Monique De Dobbeleer     | Katelijne Seutens    | Sabine Wyns              | Jens Eggers         | Thea Swinkels         | Alain Verschaeren     | Houari El Hannouti  |
| 7           | Boudewijn Herbots        | Amaury Vinogradoff   | Eva Demesmaeker          | Stephanie De Mol    | Rudy Rampelberg       | Evy Van Aerschot      | David Geladé        |
| 8           | Marie Herbots            | Nora Kotroo          | Lies Verlinden           | Anne Selleslagh     | Lorena Diericx        | Jonas Van Vaerenbergh | Frank Stevens       |
| 9           | Gary Peeters             | Mattias Bouckaert    | Erik Rennen              | Robin De Valck      | Liam Hamelryck        | Frieda De Kerf        | Gerlant van Berlaer |
| 10          | Sophie Taverniers        | Anja Peeten          | Gijsbrecht Huts          | Isabelle Dehond     | Lies Godts            | Marleen Clavelle      | Dirk Lodewijk       |
| 11          | Dirk De Roeck            | John Vankeijenberg   | Niels Willems            | Steven Swiggers     | Bert Verhoogen        | Jeannine Buyl         | Anke Claessen       |
| 12          | Bart Dusart              | Liesbeth Smeyers     | Stef Van Calster         | Rudi Beeken         | Katelijne Raeymaekers | Mandy Bubier          | Lisa Deweirdt       |
| 13          | Greet Segers             | Heidi Vanheusden     | Willy Segers             | Tim Vandenput       | Free Van Doorslaer    | Hedwige Van de Meuter | Ella Mertens        |
| 14          | Gunther De Wilde         | Barbara de Bakker    | Annemie Spaas            | Michael Verschueren | Marie Frisque         | Diederik Aelbrecht    | Bert Cornillie      |
| 15          | Tom Dehaene              | David Dessers        | Sigrid Goethals          | Goedele Liekens     | Sander Vandecapelle   | Willy Smout           | Marc Snoeck         |
| Opvolgers   |                          |                      |                          |                     |                       |                       |                     |
| 1           | Kristina Eyskens         | Valerie Tanghe       | Jeroen Bergers           | Jeroen Willems      | Sander Claessens      | Stijn Hiers           | Nele Daenen         |
| 2           | Ruben Geleyns            | Finke Jacobs         | Charlotte Vandecruys     | Elisa Muriqi        | Carine Coel           | Evelien L'Ecluse      | Murat Celik         |
| 3           | Veysel Top               | Patience N'Kamba     | Philip Roosen            | Steve Convents      | Tina Vanhaesendonck   | Hagen De Man          | Kamiel Goovaerts    |
| 4           | Eunice Yahuma Baitoapala | Johan Declerck       | Nele De Martelaere       | Ella De Neve        | Johan Fobelets        | Tessa Peelman         | Griet Lissens       |
| 5           | Tom De Koster            | Petra Vanlommel      | Guy Uyttersprot          | Lydia Luypaert      | Alana Devroey         | Johnny De Smet        | Brent Bellefroid    |
| 6           | Nicky Martens            | Lieven Zwaenepoel    | Elke Wollants            | Milan De Naeyer     | Sam Gijsbers          | Mathilde Vleminckx    | Heidi Pittomvils    |
| 7           | Lotte Degol              | Carla Reynaerts      | An Wouters               | Anne Frérart        | Anne Makoukeu Djikou  | André Gorgon          | Jelle Vanderweeën   |
| 8           | Chris Lanssens           | Karel De Ridder      | Renaat Huysmans          | Jurgen Vervaeck     | Jean-Philippe Cavyn   | Louise Van der Jeught | Katleen De Muylder  |
| 9           | Ingrid Claes             | Bram Vandenbroecke   | Bart Nevens              | Annemie Neyts       | Lien Mertens          | Nils Van Roy          | Karin Jiroflée      |
| Bron        |                          |                      |                          |                     |                       |                       |                     |

#### Waals-Brabant
| Plaats      | DéFI                | Ecolo                     | Les Engagés                    | MR                         | N-VA                | PS                | PTB                     |             |             |
| Effectieven | Effectieven         | Effectieven               | Effectieven                    | Effectieven                | Effectieven         | Effectieven       | Effectieven             | Effectieven | Effectieven |
| ----------- | ------------------- | ------------------------- | ------------------------------ | -------------------------- | ------------------- | ----------------- | ----------------------- | ----------- | ----------- |
| 1           | Pierre Pinte        | Simon Moutquin            | Yves Coppieters                | Florence Reuter            | Drieu Godefridi     | Dimitri Legasse   | Amaury Laridon          |             |             |
| 2           | Patricia Coopmans   | Cindy Dequesne            | Lyseline Louvigny              | Mathieu Michel             | Veerle Seré         | Kyriaki Michelis  | Josefina Inarejo Flores |             |             |
| 3           | Baudouin Decharneux | Arthur Lambert            | Cédric Du Monceau              | Vincent Scourneau          | Seger Swinnen       | Louison Renault   | Savinien Loriers        |             |             |
| 4           | Vincenza Lombardo   | Nadia El Abassi           | Nathalie Renard-Rucquoy        | Patricia Lebon             | Gerda Claeys        | Anne-Sophie Beine | Michaëla Malpoix        |             |             |
| 5           | David Zorman        | Daniel Burnotte           | Jean-Christophe Jaumotte       | Anne Masson                | Jacky Munaron       | Jean-Marc Aldric  | Sébastien Amelinckx     |             |             |
| Opvolgers   |                     |                           |                                |                            |                     |                   |                         |             |             |
| 1           | Olivier Gasia       | Anne-Sophie Hérin         | Xavier Dubois                  | Emmanuel Burton            | Michel Deboeck      | Isabelle Evrard   | André Van Deuren        |             |             |
| 2           | Ashley Braibant     | Christophe Lejeune        | Claire Charles-Escoyer         | Carole Ghiot               | Barbara Lauwers     | Raehda Kabir      | Evelyne Wyns            |             |             |
| 3           | Cindy Moreels       | Siska Gaeremyn            | Alain Badibanga                | Steve De Wewere            | Yves De Groote      | Saskia Ghenne     | Julien Verstraeten      |             |             |
| 4           | Metin Tümbas        | Thierry Ferracini         | Josiane Weets                  | Lindsay Gorez              | Gerd Van den Broeck | Robin Perpète     | Segolène Gilles         |             |             |
| 5           | Christelle Prignon  | Fabienne Petiberghein     | Antoine Peel                   | Marie-Caroline Mikolajczak | Marina Teunisse     | Brian Booth       | Baptiste Legros         |             |             |
| 6           | Olivier Toussaint   | Thomas Van Oppens (Groen) | Bénédicte van Cutsem-Kayibanda | Pierre Huart               | Katrien Devillé     | Sophie Marcoux    | Chloé Deguide           |             |             |
| Bron        |                     |                           |                                |                            |                     |                   |                         |             |             |

#### West-Vlaanderen
| Plaats      | CD&V              | Groen                       | N-VA                  | Open Vld                 | PVDA                  | Vlaams Belang              | Vooruit              |
| Effectieven | Effectieven       | Effectieven                 | Effectieven           | Effectieven              | Effectieven           | Effectieven                | Effectieven          |
| ----------- | ----------------- | --------------------------- | --------------------- | ------------------------ | --------------------- | -------------------------- | -------------------- |
| 1           | Nathalie Muylle   | Matti Vandemaele            | Jean-Marie Dedecker   | Vincent Van Quickenborne | Natalie Eggermont     | Wouter Vermeersch          | Melissa Depraetere   |
| 2           | Franky Demon      | Silke Beirens               | Maaike De Vreese      | Mercedes Van Volcem      | Dimitri Vanliefde     | Dominiek Spinnewyn-Sneppe  | Jeroen Soete         |
| 3           | Katrien Desomer   | Raf Reuse                   | Axel Ronse            | Bert Verhaeghe           | Lotte Tienpont        | Kristien Verbelen          | Annick Lambrecht     |
| 4           | Felix De Clerck   | Herman Duprez               | Charlotte Verkeyn     | Hina Bhatti              | Peter Degand          | Kurt Ravyts                | Vicky Reynaert       |
| 5           | Margot Desmet     | Inge Vandevelde             | An Capoen             | Charlotte Castelein      | Eva Sadek             | Michiel Descheemaeker      | Philip Bolle         |
| 6           | Frank Casteleyn   | Bert Wouters                | Filip Daem            | Nick Wenmaekers          | Renzo Plets           | Niels Delbaere             | Kasper Vandecasteele |
| 7           | Kato Hoogstoel    | Heidi Vanderhelst-Kesteloot | Wim Aernoudt          | Matthias Leenknecht      | Sylvie Vandekerckhove | Jo Vansteenkiste           | Mieke Eggermont      |
| 8           | Bas Surmont       | Inge Goemaere               | Machteld Vanhee       | Sarah Bouton             | Kürt Vangampelaere    | An Braem                   | Vanessa Degrendele   |
| 9           | Ann Van Essche    | Atiqurahman Jabarkhel       | Glen De Waele         | Jan Lievens              | Kathy Vandenbrande    | Christina Van Belle        | Tom Beunens          |
| 10          | Pieter Billiet    | Isabelle Verschaeve         | Virginie Derumeaux    | Liselot De Decker        | Patrick Aernoudt      | Ingeborg Cattoor-Van Acker | Ine Debruyne         |
| 11          | Hedwig Verdoodt   | Bernard Marchau             | Virginie Breye        | Kristof Van Hoye         | Charlotte Lombaert    | Patrick Meurice            | Julie Vandewatere    |
| 12          | Tom Durnez        | Katrien Cattoor             | Anke Seynaeve         | Kathleen Kamoen          | Patrick Leny          | Lieve Dereu                | Wim Careel           |
| 13          | Anneke Dejonghe   | David Wemel                 | Wouter Vanlouwe       | Tina Ledaine             | Eva Feys              | Kurt Farrazijn             | Petra Depoorter      |
| 14          | Raf Deprez        | Marijke De Vent             | Isabelle Vandenbrande | Stéphane Buyens          | Maarten De Meester    | Sabine Bille               | Patrick Roose        |
| 15          | Els Kindt         | Marleen Maes                | Brecht Vermeulen      | Piet Vandermersch        | Marleen Pollet        | Cindy Versluys             | Youro Casier         |
| 16          | Joachim Coens     | Wouter De Vriendt           | Marc Descheemaecker   | Sabien Lahaye-Battheu    | Ronny Saelen          | Christian Verougstraete    | Jurgen Vanlerberghe  |
| Opvolgers   |                   |                             |                       |                          |                       |                            |                      |
| 1           | Lynn Callewaert   | Carol Catigny               | Koen Coupillie        | Véronique Buyck          | Dave Platteau         | Dieter Handekyn            | Axel Weydts          |
| 2           | Jeroen Vandromme  | Balder Clarys               | Eva Maes              | Francesco Vanderjeugd    | Annelies Vandamme     | Deborah Buyse              | Jessy Salenbien      |
| 3           | Toben Braeckevelt | Nela Deleu                  | Pieter-Jan Verhoye    | Sandrine De Crom         | Pieter Vercruysse     | Jonathan Haeyaert          | Ann Devisschere      |
| 4           | Hanne Blieck      | Jan Verbrugge               | Nadia Cloetens        | David Pieters            | Martine Salomé        | Bo Malengier               | Jarni Vandenberghe   |
| 5           | Sam Dewulf        | Riane Malfait               | Luba Minarikova       | Hind Absa                | Stephen Brigitta      | Gregory Roelandt           | Vicky Claeys         |
| 6           | Margot Wybo       | Andy Versyck                | Elke Robberechts      | Simon Vandendriessche    | Sandra Ingouf         | Joke Nollet                | Tahira Malik         |
| 7           | Pieter Soens      | Griet Decoster              | Roos Baert            | Elsje Leenknecht         | Bram De Landtsheer    | Martijn De Maesschalck     | Martine Devisscher   |
| 8           | Elien Rosseel     | Daan Ryckoort               | Lieven Vaneeckhoute   | Michaël Vannieuwenhuyze  | Annelies Destailleur  | Marleen Govaerts           | Bjorn Pannecoucke    |
| 9           | Ben Desmyter      | Eddy Loosveldt              | Sanne Vantomme        | Christ Vandamme          | Mohamed Ouassou       | Wesley Deschuytter         | Kurt Vanlerberghe    |
| Bron        |                   |                             |                       |                          |                       |                            |                      |

## Vertrekkende politici
- Yasmine Kherbache (lijsttrekker voor sp.a in de kieskring Antwerpen in 2019) nam later in 2019 ontslag uit de Kamer nadat ze was voorgedragen als lid van het Grondwettelijk Hof.[92]
- John Crombez (lijsttrekker voor sp.a in de kieskring West-Vlaanderen in 2019) nam in 2020 ontslag uit de Kamer en verliet de nationale politiek.[93][92]
- Ex-Kamervoorzitter Patrick Dewael keert in 2024 niet terug als lijsttrekker voor Open Vld in de kieskring Limburg en zet een punt achter zijn parlementaire loopbaan.[94]
- Ex-minister Maggie De Block keert in 2024 niet terug als lijsttrekker voor Open Vld in de kieskring Vlaams-Brabant en stopt met nationale politiek.[94]
- Barbara Creemers keert in 2024 niet terug als lijsttrekker voor Groen in de kieskring Limburg en stapt uit de politiek.[95]
- Kristof Calvo keert in 2024 niet terug als lijsttrekker voor Groen in de kieskring Antwerpen en stopt met nationale politiek.[96]
- Ex-minister Meryame Kitir keert in 2024 niet terug als lijsttrekker voor Vooruit in de kieskring Limburg en stopt met politiek.[97]
- Steven De Vuyst keert in 2024 niet terug als lijsttrekker voor PVDA in de kieskring Oost-Vlaanderen, maar legt zich toe op de gemeentelijke politiek in Zelzate.[98]
- Catherine Fonck keert in 2024 niet terug als lijsttrekker voor Les Engagés in de kieskring Henegouwen en stapt uit de politiek.[99]

## Debatten

### Nederlandstalig
| Datum            | Organisatie               | Deelnemers  | Deelnemers          | Deelnemers    | Deelnemers        | Deelnemers     | Deelnemers      | Deelnemers         | Deelnemers |
| Datum            | Organisatie               | CD&V        | Groen               | N-VA          | Open Vld          | PVDA           | Vlaams Belang   | Vooruit            | Andere     |
| ---------------- | ------------------------- | ----------- | ------------------- | ------------- | ----------------- | -------------- | --------------- | ------------------ | ---------- |
| 27 februari 2024 | Knack, Trends en Kanaal Z | Sammy Mahdi | Jeremie Vaneeckhout | Bart De Wever | Tom Ongena        | Raoul Hedebouw | Tom Van Grieken | Melissa Depraetere |            |
| 4 juni 2024      | VTM Nieuws                | Sammy Mahdi | Petra De Sutter     | Bart De Wever | Alexander De Croo | Raoul Hedebouw | Tom Van Grieken | Melissa Depraetere |            |

## Peilingen
Eind september 2023 peilde Ipsos in opdracht van VTM, Het Laatste Nieuws, RTL TVI en Le Soir naar de kiesintenties van de Belgen bij de federale verkiezingen van 2024.
In Vlaanderen kwam het Vlaams Belang als grootste uit de bus met 25,8% (7,1 procentpunt meer dan bij de vorige federale verkiezingen), gevolgd door N-VA met 20,2% (-5,3%) en Vooruit met 15,5% (+4,6%). De grootste groeiers zouden het Vlaams Belang, Vooruit en PVDA zijn.
In Wallonië zou PS de grootste partij blijven met 21,8% (-4,3%). De PTB zou de 2e partij zijn, met 19,8% (+6,0%), gevolgd door MR met 19,7% (-0,8%).
In Brussel zou MR de grootste partij worden met 21,9% (+4,4%), gevolgd door PS met 18,1% (-1,9%) en Ecolo met 17,9% (-3,7%). PVDA-PTB zou stijgen naar 15,3% (+3,0%).
Op basis van die peiling zouden federale oppositiepartijen Vlaams Belang (26 zetels), PVDA-PTB (20) en N-VA (19) de grootste partijen in de Kamer worden, gevolgd door regeringspartijen PS en MR (beide 16), Vooruit (14), de fractie Ecolo-Groen (14). De meerderheid die de regering-De Croo uitmaakt zou volgens deze zetelprojectie een nipte meerderheid van 76 zetels (op 150) behouden.

## Uitslag

### Rijk
Dit zijn de uitslagen voor het gehele Rijk.
| Rijk   | Rijk        | 2024     | 2024      | 2024  | 2019   | 2019 | verschil |
| Partij | Partij      | Zetels   | stemmen   | %     | Zetels | %    | Zetels   |
| ------ | ----------- | -------- | --------- | ----- | ------ | ---- | -------- |
|        | N-VA        | 24 / 150 | 1.167.061 | 16,71 | 25     | 16,1 | 1        |
|        | VB          | 20 / 150 | 961.601   | 13,77 | 18     | 12,0 | 2        |
|        | MR          | 20 / 150 | 716.934   | 10,26 | 14     | 7,6  | 6        |
|        | PTB-PVDA    | 15 / 150 | 688.369   | 9,86  | 12     | 8,6  | 3        |
|        | Vooruit     | 13 / 150 | 566.436   | 8,11  | 9      | 6,7  | 4        |
|        | PS          | 16 / 150 | 561.062   | 8,04  | 20     | 9,5  | 4        |
|        | CD&V        | 11 / 150 | 557.392   | 7,98  | 12     | 8,9  | 1        |
|        | Les Engagés | 14 / 150 | 472.855   | 6,77  | 5      | 3,7  | 9        |
|        | Open Vld    | 7 / 150  | 380.659   | 5,45  | 12     | 9,8  | 5        |
|        | Groen       | 6 / 150  | 324.608   | 4,65  | 8      | 6,1  | 2        |
|        | Ecolo       | 3 / 150  | 204.438   | 2,93  | 13     | 6,1  | 10       |
|        | DéFI        | 1 / 150  | 84.024    | 1,20  | 2      | 2,2  | 1        |
|        | Overige     | 0        | 299.027   | 4,28  | 0      | 4,1  |          |

1. ↑  Inclusief onafhankelijk kandidaat Jean-Marie Dedecker.
2. ↑  Inclusief Alexia Bertrand van Open Vld, verkozen op de Brusselse/Franstalige lijst van de MR.
3. ↑  Inclusief Tinne Van der Straeten van Groen, verkozen op de Brusselse/Franstalige lijst van Ecolo.
4. ↑   Partij BLANCO: 75.683 stemmen; 1,08% / Chez Nous: 64.058 stemmen; 0,92% / Voor U: 43.346 stemmen; 0,62% / Collectif Citoyen: 35.706 stemmen; 0,51% / Team Fouad Ahidar: 24.826 stemmen; 0,36% / Belg.Unie - BUB: 15.780 stemmen; 0,23% / DierAnimal: 10.341 stemmen; 0,15% / Volt Europa: 7.245 stemmen; 0,10 % / Lutte Ouvrière: 6.552 stemmen; 0,09% / l'Unie: 5.640 stemmen; 0,08% / RMC: 4.025 stemmen; 0,06% / Agora: 3.473 stemmen; 0,05% / GV - Gezond Verstand: 2.352 stemmen; 0,03%

- Totaal geldige stemmen: 6.898.793
- Blanco & Ongeldig: 416.577 - 5,69%
- Totaal uitgebrachte stemmen: 7.315.450
- Absenteïsme: 1.052.579 - 12,58%
- Totaal ingeschreven kiezers: 8.368.029

### Uitslag per kieskring

#### Antwerpen
| Antwerpen | Antwerpen | 2024   | 2024    | 2024  | 2019   | 2019 | verschil |
| Partij    | Partij    | Zetels | stemmen | %     | Zetels | %    | Zetels   |
| --------- | --------- | ------ | ------- | ----- | ------ | ---- | -------- |
|           | N-VA      | 8      | 368.877 | 30,97 | 8      | 31,2 | =        |
|           | VB        | 5      | 249.826 | 20,97 | 5      | 18,8 | =        |
|           | Vooruit   | 3      | 127.973 | 10,74 | 2      | 8,1  | 1        |
|           | CD&V      | 3      | 125.894 | 10,57 | 3      | 11,1 | =        |
|           | PVDA      | 2      | 125.257 | 10,52 | 2      | 7,7  | =        |
|           | Groen     | 2      | 90.370  | 7,59  | 2      | 11,0 | =        |
|           | Open Vld  | 1      | 70.890  | 5,95  | 2      | 9,6  | 1        |
|           | Overige   | 0      | 31.830  | 2,70  | 0      | 2,6  |          |

1. ↑   DierAnimal: 10.341 stemmen; 0,87% / Voor U: 8.369 stemmen; 0,73% / Partij BLANCO: 7.221 stemmen; 0,61% / Volt Europa: 4.213 stemmen; 0,35 % / Belg.Unie - BUB: 1.686 stemmen; 0,14%

- Totaal geldige stemmen: 1.179.543
- Blanco & Ongeldig: 44.400 - 3,63%
- Totaal uitgebrachte stemmen: 1.223.943
- Absenteïsme: 149.981 - 10,91%
- Totaal ingeschreven kiezers: 1.373.924

Verkozenen:
- Bart De Wever (N-VA, 255.846)
- Annelies Verlinden (CD&V, 65.307)
- Lode Vereeck (VB, 59.581)
- Peter Mertens (PVDA, 47.730)
- Jinnih Beels (Vooruit, 26.666)
- Meyrem Almaci (Groen, 23.876)
- Paul Van Tigchelt (Open Vld, 23.274)
- Peter De Roover (N-VA, 23.254)
- Sophie De Wit (N-VA, 20.674)
- Koen Metsu (N-VA, 20.616)
- Ellen Samyn (VB, 19.379)
- Michael Freilich (N-VA, 16.374)
- Sam van Rooy (VB, 15.179)
- Koen Van den Heuvel (CD&V, 13.514)
- Bert Wollants (N-VA, 13.282)
- Dorien Cuylaerts (N-VA, 12.901)
- Marijke Dillen (VB, 10.795)
- Mireille Colson (N-VA, 10.728)
- Reccino Van Lommel (VB, 9.684)
- Tine Gielis (CD&V, 8.991)
- Greet Daems (PVDA, 8.522)
- Jan Bertels (Vooruit, 7.732)
- Staf Aerts (Groen, 7.290)
- Oskar Seuntjens (Vooruit, 6.826)

#### Brussel-Hoofdstad
| Brussel-Hoofdstad | Brussel-Hoofdstad | 2024   | 2024    | 2024  | 2019   | 2019 | verschil |
| Partij            | Partij            | Zetels | stemmen | %     | Zetels | %    | Zetels   |
| ----------------- | ----------------- | ------ | ------- | ----- | ------ | ---- | -------- |
|                   | MR                | 4      | 120.155 | 23,15 | 3      | 19,8 | 1        |
|                   | PS                | 4      | 96.516  | 18,60 | 3      | 20,0 | 1        |
|                   | PTB-PVDA          | 3      | 86.927  | 16,75 | 2      | 12,3 | 1        |
|                   | Ecolo             | 2      | 58.645  | 11,30 | 4      | 21,6 | 2        |
|                   | Les Engagés       | 2      | 49.425  | 9,52  | 1      | 7,1  | 1        |
|                   | DéFI              | 1      | 34.143  | 6,58  | 2      | 10,3 | 1        |
|                   | N-VA              | 0      | 14.472  | 2,79  | 0      | 3,2  | -        |
|                   | VB                | 0      | 12.754  | 2,46  | 0      | 1,6  | -        |
|                   | Overige           | 0      | 46.049  | 8,84  | 0      | 4,3  |          |

1. ↑  Inclusief Alexia Bertrand van Open Vld
2. ↑  Dit percentage is de som van de percentages die MR respectievelijk Open Vld, die in 2019 nog afzonderlijk opkwamen in de kieskring Brussel-Hoofdstad, toen hebben behaald: 17,5 procent voor MR en 2,3 voor Open Vld.
3. ↑  Inclusief Tinne Van der Straeten van Groen
4. ↑  Dit percentage is de som van de percentages die Les Engagés (toen nog cdH) respectievelijk CD&V, die in 2019 nog afzonderlijk opkwamen in de kieskring Brussel-Hoofdstad, toen hebben behaald: 5,8 procent voor cdH en 1,3 voor CD&V.
5. ↑   Team Fouad Ahidar: 24.826 stemmen; 4,78% / Collectif Citoyen: 6.759 stemmen; 1,27% / Partij BLANCO: 3.287 stemmen; 0,63% / Volt Europa: 3.032 stemmen; 0,58% / Lutte Ouvrière: 1.872 stemmen; 0,36% / Agora: 1.688 stemmen; 0,33% / Belg.Unie - BUB: 1.604 stemmen; 0,31% / Voor U / Pour Vous: 1.534 stemmen; 0,30% / l'Unie: 1.467 stemmen; 0,28%

- Totaal geldige stemmen: 502.476
- Blanco & Ongeldig: 31.588 - 5,91%
- Totaal uitgebrachte stemmen: 534.064
- Absenteïsme: 113.322 - 17,50%
- Totaal ingeschreven kiezers: 647.386

Verkozenen:
- Nabil Boukili (PTB, 29.627)
- Valérie Glatigny (MR, 25.021)
- Caroline Désir (PS, 20.924)
- Alexia Bertrand (Open Vld, 20.528)
- Ridouane Chahid (PS, 18.001)
- Michel De Maegd (MR, 17.946)
- Philippe Close (PS, 12.610)
- Tinne Van der Straeten (Groen, 11.666)
- Elisabeth Degryse (Les Engagés, 11.483)
- Rajae Maouane (Ecolo, 10.556)
- Annik Van den Bosch (PVDA, 9.937)
- François De Smet (DéFI, 8.741)
- Pierre Kompany (Les Engagés, 7.872)
- Lydia Mutyebele Ngoi (PS, 7.871)
- Julien Ribaudo (PTB, 6.318)
- Youssef Handichi (MR, 3.280)

#### Henegouwen
| Henegouwen | Henegouwen  | 2024   | 2024    | 2024  | 2019   | 2019 | verschil |
| Partij     | Partij      | Zetels | stemmen | %     | Zetels | %    | Zetels   |
| ---------- | ----------- | ------ | ------- | ----- | ------ | ---- | -------- |
|            | PS          | 6      | 213.501 | 28,86 | 8      | 34,2 | 2        |
|            | MR          | 5      | 192.759 | 26,05 | 3      | 16,0 | 2        |
|            | Les Engagés | 3      | 114.559 | 15,48 | 1      | 8,0  | 2        |
|            | PTB         | 3      | 103.339 | 13,92 | 3      | 15,6 | =        |
|            | Ecolo       | 0      | 36.750  | 4,97  | 3      | 12,3 | 3        |
|            | DéFI        | 0      | 15.189  | 2,05  | 0      | 3,8  | =        |
|            | N-VA        | 0      | 14.184  | 1,92  | -      | -    | -        |
|            | Overige     | 0      | 50.070  | 6,70  | 0      | 10,1 |          |

1. ↑   Chez Nous: 22.039 stemmen; 2,98% / BLANCO: 13.224 stemmen; 1,79% / Collectif Citoyen: 7.201 stemmen; 0,97% / Lutte Ouvrière: 4.680 stemmen; 0,63% / Belg.Unie - BUB: 2.426 stemmen; 0,33%

- Totaal geldige stemmen: 729.751
- Blanco & Ongeldig: 79.718 - 9,85%
- Totaal uitgebrachte stemmen: 809.469
- Absenteïsme: 153.635 - 16,95%
- Totaal ingeschreven kiezers: 963.104

Verkozenen:
- Paul Magnette (PS, 90.198)
- Georges-Louis Bouchez (MR, 79.447)
- Jean-Luc Crucke (Les Engagés, 32.308)
- Ludivine Dedonder (PS, 29.525)
- Julie Taton (MR, 23.633)
- Denis Ducarme (MR, 19.205)
- Sofie Merckx (PTB, 18.587)
- Eric Thiébaut (PS, 12.990)
- Anthony Dufrane (MR, 12.475)
- Aurore Tourneur (Les Engagés, 11.015)
- Patrick Prévot (PS, 9.798)
- Marie Meunier (PS, 9.478)
- Hugues Bayet (PS, 9.016)
- Hervé Cornillie (MR, 8.246)
- Jean-François Gatelier (Les Engagés, 6.317)
- Roberto D'Amico (PTB, 6.078)
- Ayse Yigit (PTB, 5.531)

#### Limburg
| Limburg | Limburg  | 2024   | 2024    | 2024  | 2019   | 2019 | verschil |
| Partij  | Partij   | Zetels | stemmen | %     | Zetels | %    | Zetels   |
| ------- | -------- | ------ | ------- | ----- | ------ | ---- | -------- |
|         | VB       | 3      | 141.988 | 24,62 | 3      | 19,7 | =        |
|         | N-VA     | 3      | 136.606 | 23,68 | 3      | 22,6 | =        |
|         | CD&V     | 2      | 90.715  | 15,73 | 2      | 18,7 | =        |
|         | Vooruit  | 2      | 75.191  | 13,04 | 2      | 13,8 | =        |
|         | PVDA     | 1      | 52.303  | 9,07  | 0      | 5,6  | 1        |
|         | Open Vld | 1      | 40.895  | 7,11  | 1      | 12,0 | =        |
|         | Groen    | 0      | 27.619  | 4,79  | 1      | 6,9  | 1        |
|         | Overige  | 0      | 11.367  | 1,97  | 0      | 0,7  |          |

1. ↑   Voor U: 5.505 stemmen; 0,95% / Partij BLANCO: 4.660 stemmen; 0,81% / Belg.Unie - BUB: 1.202 stemmen; 0,21%

- Totaal geldige stemmen: 572.786
- Blanco & Ongeldig: 29.320 - 4,87%
- Totaal uitgebrachte stemmen: 602.106
- Absenteïsme: 57.487 - 8,72%
- Totaal ingeschreven kiezers: 659.619

Verkozenen:
- Annick Ponthier (VB, 34.830)
- Steven Vandeput (N-VA, 34.045)
- Nawal Farih (CD&V, 22.523)
- Frieda Gijbels (N-VA, 20.581)
- Funda Oru (Vooruit, 14.334)
- Wouter Raskin (N-VA, 13.764)
- Frank Troosters (VB, 13.728)
- Kim De Witte (PVDA, 13.262)
- Steven Matheï (CD&V, 11.733)
- Alain Yzermans (Vooruit, 10.755)
- Dieter Keuten (VB, 10.721)
- Steven Coenegrachts (Open Vld, 10.120)

#### Luik
| Luik   | Luik        | 2024   | 2024    | 2024  | 2019   | 2019 | verschil |
| Partij | Partij      | Zetels | stemmen | %     | Zetels | %    | Zetels   |
| ------ | ----------- | ------ | ------- | ----- | ------ | ---- | -------- |
|        | MR          | 5      | 179.296 | 28,37 | 3      | 19,7 | 2        |
|        | PS          | 3      | 137.443 | 21,75 | 5      | 24,9 | 2        |
|        | Les Engagés | 3      | 103.711 | 16,41 | 1      | 8,4  | 2        |
|        | PTB         | 2      | 91.118  | 14,43 | 3      | 16,4 | 1        |
|        | Ecolo       | 1      | 49.936  | 7,90  | 3      | 15,5 | 2        |
|        | DéFI        | 0      | 13.816  | 2,19  | 0      | 3,6  | =        |
|        | N-VA        | 0      | 10.840  | 1,72  | -      | -    | -        |
|        | Overige     | 0      | 44.685  | 7,23  | 0      | 11,1 |          |

1. ↑   Chez Nous: 21.877 stemmen; 3,46% / BLANCO: 10.656 stemmen; 1,69% / Collectif Citoyen: 8.289 stemmen; 1,31% / RMC: 3.361 stemmen; 0,53% / Belg.Unie - BUB: 1.502 stemmen; 0,24%

- Totaal geldige stemmen: 623.061
- Blanco & Ongeldig: 53.780 - 7,95%
- Totaal uitgebrachte stemmen: 676.841
- Absenteïsme: 133.208 - 16,44%
- Totaal ingeschreven kiezers: 810.049

Verkozenen:
- Pierre-Yves Jeholet (MR, 64.306)
- Frédéric Daerden (PS, 44.458)
- Raoul Hedebouw (PTB, 42.328)
- Vanessa Matz (Les Engagés, 22.701)
- Philippe Goffin (MR, 18.331)
- Catherine Delcourt (MR, 13.228)
- Christophe Lacroix (PS, 11.879)
- Sophie Thémont (PS, 11.363)
- Sarah Schlitz (Ecolo, 11.359)
- Daniel Bacquelaine (MR, 11.260)
- Gilles Foret (MR, 11.204)
- Luc Frank (Les Engagés, 8.317)
- Isabelle Hansez (Les Engagés, 7.839)
- Nadia Moscufo (PTB, 6.709)

#### Luxemburg
| Luxemburg | Luxemburg   | 2024   | 2024    | 2024  | 2019   | 2019 | verschil |
| Partij    | Partij      | Zetels | stemmen | %     | Zetels | %    | Zetels   |
| --------- | ----------- | ------ | ------- | ----- | ------ | ---- | -------- |
|           | Les Engagés | 2      | 56.289  | 32,09 | 1      | 23,5 | 1        |
|           | MR          | 1      | 54.196  | 30,90 | 1      | 23,6 | =        |
|           | PS          | 1      | 29.488  | 16,81 | 1      | 18,7 | =        |
|           | Ecolo       | 0      | 13.506  | 7,70  | 1      | 16,0 | 1        |
|           | N-VA        | 0      | 4.413   | 2,52  | -      | -    | -        |
|           | DéFI        | 0      | 3.975   | 2,27  | 0      | 3,0  | =        |
|           | Overige     | 0      | 11.542  | 7,72  | 0      | 15,3 |          |

1. ↑   Chez Nous: 5.888 stemmen; 3,36% / Collectif Citoyen: 4.300 stemmen; 2,45% / BLANCO: 3.354 stemmen; 1,91%

- Totaal geldige stemmen: 170.695
- Blanco & Ongeldig: 18.282 - 9,67%
- Totaal uitgebrachte stemmen: 188.977
- Absenteïsme: 31.528 - 14,32%
- Totaal ingeschreven kiezers: 220.505

Verkozenen:
- Benoît Lutgen (Les Engagés, 22.480)
- Benoît Piedboeuf (MR, 19.177)
- Valérie Lescrenier (Les Engagés, 11.326)
- Philippe Courard (PS, 10.511)

#### Namen
| Namen  | Namen       | 2024   | 2024    | 2024  | 2019   | 2019 | verschil |
| Partij | Partij      | Zetels | stemmen | %     | Zetels | %    | Zetels   |
| ------ | ----------- | ------ | ------- | ----- | ------ | ---- | -------- |
|        | Les Engagés | 3      | 90.694  | 29,05 | 1      | 17,1 | 2        |
|        | MR          | 2      | 80.042  | 25,64 | 1      | 19,8 | 1        |
|        | PS          | 1      | 52.913  | 16,95 | 2      | 22,1 | 1        |
|        | PTB         | 1      | 31.463  | 10,08 | 1      | 11,9 | =        |
|        | Ecolo       | 0      | 22.014  | 7,05  | 1      | 15,2 | 1        |
|        | DéFI        | 0      | 8.151   | 2,61  | 0      | 4,9  | =        |
|        | N-VA        | 0      | 5.526   | 1,77  | -      | -    | -        |
|        | Overige     | 0      | 21.372  | 6,84  | 0      | 8,1  |          |

1. ↑   Chez Nous: 9.595 stemmen; 3,07% / BLANCO: 5.357 stemmen; 1,72% / Collectif Citoyen: 4.556 stemmen; 1,46% / Agora: 983 stemmen; 0,31% / Belg.Unie-BUB: 881 stemmen; 0,28%

- Totaal geldige stemmen: 308.249
- Blanco & Ongeldig: 26.171 - 7,83%
- Totaal uitgebrachte stemmen: 334.420
- Absenteïsme: 55.587 - 14,25%
- Totaal ingeschreven kiezers: 390.007

Verkozenen:
- Maxime Prévot (Les Engagés, 47.359)
- David Clarinval (MR, 23.514)
- Charlotte Deborsu (MR, 14.785)
- Pierre-Yves Dermagne (PS, 14.319)
- Anne Pirson (Les Engagés, 11.870)
- Stéphane Lasseaux (Les Engagés, 7.025)
- Farah Jacquet (PTB, 4.970)

#### Oost-Vlaanderen
| Oost-Vlaanderen | Oost-Vlaanderen | 2024   | 2024    | 2024  | 2019   | 2019 | verschil |
| Partij          | Partij          | Zetels | stemmen | %     | Zetels | %    | Zetels   |
| --------------- | --------------- | ------ | ------- | ----- | ------ | ---- | -------- |
|                 | VB              | 5      | 234.888 | 22,61 | 4      | 20,0 | 1        |
|                 | N-VA            | 5      | 231.470 | 22,29 | 5      | 21,8 | =        |
|                 | Vooruit         | 3      | 127.758 | 12,30 | 2      | 10,2 | 1        |
|                 | CD&V            | 2      | 125.871 | 12,12 | 2      | 12,7 | =        |
|                 | Open Vld        | 2      | 119.200 | 11,48 | 4      | 17,9 | 2        |
|                 | Groen           | 2      | 103.722 | 9,99  | 2      | 10,3 | =        |
|                 | PVDA            | 1      | 75.942  | 7,31  | 1      | 5,5  | =        |
|                 | Overige         | 0      | 20.706  | 1,91  | 0      | 1,6  |          |

1. ↑   Partij BLANCO: 8.057 stemmen; 0,78% / Voor U: 8.007 stemmen; 0,77% / GV - Gezond Verstand: 2.352 stemmen; 0,23% / Belg.Unie - BUB: 1.390 stemmen; 0,13%

- Totaal geldige stemmen: 1.038.657
- Blanco & Ongeldig: 44.712 - 4,13%
- Totaal uitgebrachte stemmen: 1.083.369
- Absenteïsme: 99.209 - 8,39%
- Totaal ingeschreven kiezers: 1.182.578

Verkozenen:
- Petra De Sutter (Groen, 64.716)
- Alexander De Croo (Open Vld, 61.309)
- Barbara Pas (VB, 57.051)
- Vincent Van Peteghem (CD&V, 52.807)
- Anneleen Van Bossuyt (N-VA, 31.925)
- Christoph D'Haese (N-VA, 23.635)
- Joris Vandenbroucke (Vooruit, 17.506)
- Kathleen Depoorter (N-VA, 13.600)
- Werner Somers (VB, 10.900)
- Ortwin Depoortere (VB, 10.705)
- Robin Tonniau (PVDA, 10.625)
- Leentje Grillaert (CD&V, 10.285)
- Francesca Van Belleghem (VB, 10.229)
- Lotte Peeters (N-VA, 9.666)
- Anja Vanrobaeys (Vooruit, 8.756)
- Alexander Van Hoecke (VB, 8.696)
- Katja Gabriëls (Open Vld, 8.458)
- Peter Buysrogge (N-VA, 8.315)
- Stefaan Van Hecke (Groen, 7.228)
- Brent Meuleman (Vooruit, 5.581)

#### Vlaams-Brabant
| Vlaams-Brabant | Vlaams-Brabant | 2024   | 2024    | 2024  | 2019   | 2019 | verschil |
| Partij         | Partij         | Zetels | stemmen | %     | Zetels | %    | Zetels   |
| -------------- | -------------- | ------ | ------- | ----- | ------ | ---- | -------- |
|                | N-VA           | 4      | 182.883 | 25,52 | 5      | 28,1 | 1        |
|                | VB             | 3      | 119.345 | 16,65 | 2      | 13,5 | 1        |
|                | Vooruit        | 2      | 98.092  | 13,69 | 1      | 9,5  | 1        |
|                | CD&V           | 2      | 93.465  | 13,04 | 2      | 13,7 | =        |
|                | Open Vld       | 2      | 83.744  | 11,68 | 3      | 15,4 | 1        |
|                | PVDA           | 1      | 57.600  | 8,04  | 0      | 4,8  | 1        |
|                | Groen          | 1      | 57.395  | 8,01  | 2      | 11,8 | 1        |
|                | Overige        | 0      | 24.161  | 3,37  | 0      | 3,3  |          |

1. ↑  Voor U: 9.961 stemmen; 1,39% / Partij BLANCO: 6.859 stemmen; 0,96% / Belg.Unie - BUB: 4.086 stemmen; 0,57% / l'Unie: 3.255 stemmen; 0,45%

- Totaal geldige stemmen: 716.685
- Blanco & Ongeldig: 35.012 - 4,66%
- Totaal uitgebrachte stemmen: 751.397
- Absenteïsme: 107.247 - 12,46%
- Totaal ingeschreven kiezers: 858.644

Verkozenen:
- Theo Francken (N-VA, 73.820)
- Sammy Mahdi (CD&V, 37.868)
- Frank Vandenbroucke (Vooruit, 34.629)
- Britt Huybrechts (VB, 24.408)
- Kristien Van Vaerenbergh (N-VA, 17.462)
- Kemal Bilmez (PVDA, 17.297)
- Irina De Knop (Open Vld, 15.391)
- Els Van Hoof (CD&V, 14.747)
- Darya Safai (N-VA, 14.350)
- Eva Demesmaeker (N-VA, 11.494)
- Fatima Lamarti (Vooruit, 10.521)
- Kurt Moons (VB, 7.745)
- Katleen Bury (VB, 6.803)
- Dieter Van Besien (Groen, 6.997)
- Kjell Vander Elst (Open Vld, 4.307)

#### Waals-Brabant
| Waals-Brabant | Waals-Brabant | 2024   | 2024    | 2024  | 2019   | 2019 | verschil |
| Partij        | Partij        | Zetels | stemmen | %     | Zetels | %    | Zetels   |
| ------------- | ------------- | ------ | ------- | ----- | ------ | ---- | -------- |
|               | MR            | 3      | 90.486  | 35,31 | 3      | 35,0 | =        |
|               | Les Engagés   | 1      | 58.077  | 22,66 | 0      | 7,6  | 1        |
|               | PS            | 1      | 31.741  | 12,39 | 1      | 15,3 | =        |
|               | Ecolo         | 0      | 23.587  | 9,20  | 1      | 19,8 | 1        |
|               | PTB           | 0      | 20.221  | 7,89  | 0      | 7,4  | =        |
|               | DéFI          | 0      | 8.750   | 3,41  | 0      | 6,1  | =        |
|               | N-VA          | 0      | 5.753   | 2,24  | -      | -    | -        |
|               | Overige       | 0      | 17.657  | 6,89  | 0      | 8,9  |          |

1. ↑   BLANCO: 4.830 stemmen; 1,88% / Collectif Citoyen: 4.781 stemmen; 1,87% / Chez Nous: 4.659 stemmen; 1,82% / Belg.Unie-BUB: 1.003 stemmen; 0,39% / l'Unie: 918 stemmen; 0,36% / Agora: 802 stemmen; 0,31% / RMC: 664 stemmen; 0,26%

- Totaal geldige stemmen: 256.272
- Blanco & Ongeldig: 13.779 - 5,10%
- Totaal uitgebrachte stemmen: 270.051
- Absenteïsme: 39.118 - 12,65%
- Totaal ingeschreven kiezers: 309.169

Verkozenen:
- Florence Reuter (MR, 28.047)
- Yves Coppieters (Les Engagés, 20.152)
- Vincent Scourneau (MR, 9.465)
- Mathieu Michel (MR, 8.263)
- Dimitri Legasse (PS, 6.300)

#### West-Vlaanderen
| West-Vlaanderen | West-Vlaanderen | 2024   | 2024    | 2024  | 2019   | 2019 | verschil |
| Partij          | Partij          | Zetels | stemmen | %     | Zetels | %    | Zetels   |
| --------------- | --------------- | ------ | ------- | ----- | ------ | ---- | -------- |
|                 | VB              | 4      | 202.800 | 24,52 | 4      | 20,9 | =        |
|                 | N-VA            | 4      | 192.037 | 23,22 | 4      | 21,4 | =        |
|                 | Vooruit         | 3      | 137.422 | 16,62 | 2      | 14,7 | 1        |
|                 | CD&V            | 2      | 121.447 | 14,68 | 3      | 17,7 | 1        |
|                 | Open Vld        | 1      | 65.840  | 7,96  | 2      | 13,0 | 1        |
|                 | Groen           | 1      | 45.502  | 5,50  | 1      | 7,9  | =        |
|                 | PVDA            | 1      | 44.129  | 5,34  | 0      | 3,6  | 1        |
|                 | Overige         | 0      | 17.878  | 2,16  | 0      | 1,2  |          |

1. ↑  Voor U: 9.700 stemmen; 1,17% / Partij BLANCO: 8.178 stemmen; 0,99%

- Totaal geldige stemmen: 827.055
- Blanco & Ongeldig: 39.815 - 4,59%
- Totaal uitgebrachte stemmen: 866.870
- Absenteïsme: 86.129 - 9,04%
- Totaal ingeschreven kiezers: 952.999

Verkozenen:
- Melissa Depraetere (Vooruit, 63.917)
- Jean-Marie Dedecker (N-VA als onafhankelijke, 58.603)
- Nathalie Muylle (CD&V, 37.155)
- Wouter Vermeersch (VB, 35.200)
- Maaike De Vreese (N-VA, 18.512)
- Franky Demon (CD&V, 15.199)
- Vincent Van Quickenborne (Open Vld, 14.438)
- Axel Ronse (N-VA, 13.523)
- Charlotte Verkeyn (N-VA, 11.500)
- Kristien Verbelen (VB, 10.532)
- Annick Lambrecht (Vooruit, 10.263)
- Dominiek Spinnewyn-Sneppe (VB, 10.122)
- Natalie Eggermont (PVDA, 9.224)
- Kurt Ravyts (VB, 8.410)
- Jeroen Soete (Vooruit, 7.454)
- Matti Vandemaele (Groen, 5.357)

## Senaat
Sinds de zesde staatshervorming van 2011 wordt de Senaat niet meer rechtstreeks verkozen. De deelstaatparlementen verkiezen 50 senatoren, die op hun beurt 10 senatoren coöpteren, wat maakt dat er in totaal 60 senatoren zijn.

### Nederlandstaligen
De 29 Nederlandstalige zetels worden verdeeld op basis van de uitslag van de verkiezingen voor het Vlaams Parlement. De 6 gecoöpteerde Nederlandstalige senatoren worden verdeeld op basis van de uitslag voor de verkiezingen van de Kamer van volksvertegenwoordigers (de bovenstaande resultaten).
Dit geeft het volgende resultaat:
| Partij        | Deelstaat (29) | Gecoöpteerd (6) | Totaal (35) |
| ------------- | -------------- | --------------- | ----------- |
| N-VA          | 8              | 2               | 10          |
| Vlaams Belang | 7              | 1               | 8           |
| Vooruit       | 4              | 1               | 5           |
| CD&V          | 4              | 1               | 5           |
| Open Vld      | 2              | 1               | 3           |
| PVDA          | 2              | 0               | 2           |
| Groen         | 2              | 0               | 2           |

### Franstaligen
De Franstalige partijen mogen 20 senatoren aanduiden en 4 coöpteren. De deelstaatsenatoren worden als volgt aangewezen:
- 8 door en uit het Waals Parlement;
- 2 door en uit de Franse taalgroep van het Brussels Hoofdstedelijk Parlement;
- en 10 door en uit het Parlement van de Franse Gemeenschap (dat op zijn beurt wordt samengesteld uit de twee bovenstaande parlementen).

| Partij      | Deelstaat (20) | Gecoöpteerd (4) | Totaal (24) |
| ----------- | -------------- | --------------- | ----------- |
| MR          | 7              | 1               | 8           |
| PS          | 5              | 1               | 6           |
| Les Engagés | 4              | 1               | 5           |
| PTB         | 3              | 1               | 4           |
| Ecolo       | 1              | 0               | 1           |

### Duitstaligen
Het Parlement van de Duitstalige Gemeenschap mag één senator aanwijzen met een gewone stemming. Anders dan bij de verdeling van Vlaamse en Franstalige partijen, wordt de aanwijzing dus niet wettelijk bepaald.